# 機動戦士ガンダム サンダーボルト
『機動戦士ガンダム サンダーボルト』（きどうせんしガンダム サンダーボルト）は、矢立肇、富野由悠季原案、太田垣康男作による「ガンダムシリーズ」の漫画作品、およびそれを原作とするアニメ作品。
当項目では外伝作品『砂鼠ショーン』、『機動戦士ガンダム サンダーボルト 外伝』についても述べる。

## 概要
テレビアニメ『機動戦士ガンダム』の「一年戦争」に組み込まれる「宇宙世紀」に端を発する歴史・世界とは別に存在する、一種のパラレルワールド、『Another U.C.』作品である。これらは大まかな世界観として宇宙世紀を踏襲しているものの、“正史の歴史的事実”に縛られずに生まれた作品であり、そのためAnother U.C.はその設定は時系列に、正史との矛盾や違いが生まれる。2025年2月時点でシリーズ累計部数は550万部を突破している。
小学館の青年漫画雑誌『ビッグコミックスペリオール』2012年No.8（4月13日号3月23日発売）より連載を開始。3DCGを活用し、独自の設定やデザインを盛り込んで大幅にアレンジされた人型機動兵器モビルスーツ（以下「MS」）や艦艇などの兵器の細密な描画が特徴のひとつ。なお、 2019年第1号以降は作者の腱鞘炎の悪化によって従来の描画が不可能になったため、「砂漠の掟 2」以降は大幅に簡略化された。
作中に登場するMSや艦艇などの兵器に、作者は「（自身の手法を）あえて変えようと思わず、自分がメカをデザインする上でこだわる部分やラインを、MSに入れ込んだらどうなるか？を考えながらデザインした」「人型でこだわった時に、どこまで合理的にできるか」「漫画『MOONLIGHT MILE』で現実に近い宇宙開発メカを描いた経験を、『サンダーボルト』の登場MSに反映させている」とコメント。バンダイから市販される「ガンプラ（ガンダムのプラモデル）」は宇宙世紀カテゴリ「HIGH GRADE UC(HGUC)」とは別個に、パッケージアートを作者が描き下ろし、突起やエッジ部分が鋭く造形された本作専用のカテゴリ「HIGH GRADE GUNDAM THUNDERBOLT(HGTB)」シリーズを展開している。『月刊ホビージャパン』（以下「HJ」）2012年5月号からアレンジされたMSのデザイン画と模型作例がコラボレーション企画「サンダーボルトメカニクス」に掲載、2013年5月30日にムック本も発売された。
本作のアニメ化以前の2014年に放送されたテレビアニメ『ガンダムビルドファイターズトライ』の作中では、ガンダムシリーズ作品の1つとして、登場人物が本作のガンプラについて言及している。
外伝『砂鼠ショーン』は、『ビッグコミック』2013年第11号・第12号に前後編で掲載された。その後、『天才たちの競演』第2巻（小学館ビッグコミックススペシャル、2014年3月28日発売、ISBN 978-4-09-186163-4）へ収録され、単行本へは2015年2月27日発売の第5集に収録された。
2016年6月24日発売の『ビッグコミックスペリオール』14号にゆうきまさみによる本作のパロディ漫画「ざ・ライバル サンダーボルト」が掲載。

### 連載に至るまでの経緯
本作の連載については、作者が神保町の寿司屋で『スペリオール』編集長から持ちかけられ、二つ返事で承諾したとのことである。
作者は、本作を連載する以前の作品でのコメントで「『ガンダム』はSF作品をやる者にとっては最大の敵。SF作品をやるなら『ガンダム』でやらなかったことをやろうと、『ガンダム』的な要素を排除していた時期がある」と発言していたこともあり、自身が以前は『ガンダム』のいわゆるアンチだと思われていたようだが、Twitter上でガンダムのイラストなどを公開するようになってからはガンダム好きと知られるようになった、と回想している。また、「黒澤明の映画作品が好きだがオリジナル作品を作れなくなるので封印している。それと同様に、好きだけどモノマネになるのは嫌なので『ファーストガンダム』映画3部作も10年以上は観ていない。『サンダーボルト』連載のために観返そうとも思ったが、我慢した」とも語る。

### サンダーボルト 外伝
ホビージャパン誌「サンダーボルトメカニクス」との連動企画で、ウェブコミック配信サイト「eBigComic4」（イービッグコミックフォー）で連載されたオムニバス形式の全編フルカラー漫画。
一年戦争や本編の裏側で人知れず展開された、連邦軍やジオン軍、そのどちらでもない者たちによる戦いを描く。「誌面に登場した素晴らしい模型作例の数々をもっと世に知らしめたい」という作者の考えで、MSの大半は内容に合わせたポージングの作例の写真を取り込んで描かれている。

## あらすじ

### 本編
第1部 宇宙編（本編第1話 - 第32話）
宇宙世紀0079年12月、一年戦争末期。ジオン公国軍の拠点はア・バオア・クーを残すのみとなっていた。地球連邦軍はジオンにとって重要な補給路である「サンダーボルト宙域」の制宙権を奪還すべく幾度もMS部隊を派遣するが、スナイパーMS部隊「リビング・デッド師団」によってことごとく退けられていた。一方、連邦内の旧サイド4「ムーア」の再興を悲願とする一団「ムーア同胞団」も、連邦への貢献度を示すことを目的に艦隊を派遣する。
スペース・コロニーの残骸が散乱する宙域で、ムーア同胞団の敏腕MSパイロットイオ・フレミングと、リビング・デッド師団の義足のスナイパーダリル・ローレンツは宿命的な出会いを果たす。イオは強力無比な武装や装甲を追加した最新鋭MS「フルアーマーガンダム」、ダリルはリユース・サイコ・デバイス（以下「RPD」）を装備した実験MS「サイコ・ザク」に搭乗する。イオはリビングデッド師団を、ダリルはムーア同胞団を壊滅せしめ、ついに彼らは交戦する。死闘の末に双方の機体は行動不能となり、艦隊も壊滅したところでジオン軍「セイレーン機動艦隊」が到着する。イオらムーア同胞団の生存者たちは捕虜となるが、ア・バオア・クー戦の混乱に乗じて脱出に成功し、終戦を迎える。
第2部 地球編（本編第33話 - 132話）
一年戦争終結から7か月が経過した宇宙世紀0080年7月。戦後の混乱・貧困と連邦の支配力低下をきっかけとして、極東からインド洋・中東周辺地域を勢力圏とする「南洋同盟」は連邦からの独立と宗教国家建設を目論み、極秘にRPDの開発を継続していた。連邦軍参謀本部のモニカ・ハンフリー大佐は、単機で艦隊を潰滅させたRPDを戦局を一変させ得る脅威として、これを奪取・破壊する「サンダーボルト作戦」を発令。ペガサス級強襲揚陸艦「スパルタン」は作戦に参加するために地球へ降下する。一方、元セイレーン機動艦隊のクライバー将軍らジオン残党軍も、ジオン再興のためRPDの開発データ奪取を目論み、南洋同盟へ部隊を派遣する。そこにはイオとダリル、そして連邦軍の新型MS「アトラスガンダム」の姿があった。
スパルタンは南洋同盟MS部隊の攻撃を受け、イオは行方不明だったクローディアが南洋同盟の指揮官として敵対していることを知る。南洋同盟の海上都市リグに潜入したダリルらは、指導者にしてニュータイプであるレヴァン・フウの意思と接触し、その志を知る。そしてジオン軍のままでは、例えカーラが回復しても再び怪物の母として望まぬことを強いられることと、自分の望みが再びサイコ・ザクに乗ることであることを自覚したダリルは、ジオン残党軍を見限って殲滅するとカーラたちと共に南洋同盟へ帰順し、サイコ・ザクの製造拠点であるタール火山基地にてその生産の仕上げを行う。
フウは、全世界規模の死の商人でもある巨大企業「アナハイム・エレクトロニクス」を討つべく、量産したサイコ・ザクで旧ジオン軍が開発したコロニーレーザー「ソーラ・レイ」を奪取する作戦を発動し、宇宙への撤退を始める。そこをスパルタンが強襲し、サイコ・ザクの試作機を駆るダリルとイオの戦いは地下基地内までおよぶ。試作機が限界を超えて決着がつきかけるが、クローディアらによって組み上がったサイコ・ザク・マーク2が届けられた結果、イオはダリルを守ろうとするクローディアを手にかけてしまう。そのショックでイオは戦闘不能となり、サイコ・ザク・マーク2に乗り換えたダリルは、シャトルの打ち上げをサポートするためにスパルタンを撃沈する。
タール島での戦いが終わり、敵も味方も次の戦場に向かって動き始める。宇宙に上がる手段を求めてジオン残党から弾き出されたヨハン・ガレに協力するダリル。戦いには間に合わず、ドミトリーやビリーを連れて脱出しダリル同様に宇宙を目指すカウフマン。そしてフウと共に宇宙拠点に向かったカーラたちは秘匿されていた「ビグ・ザム」に驚愕する。そして沈むスパルタンから脱出したクルーは少なくない犠牲を経て任務を達成するべく再出発する。
第3部 新宇宙編（本編第133話 -）

### 外伝
単発エピソードについては#単発エピソードの登場人物を参照。
砂鼠ショーン
一年戦争終結から3か月が経過した宇宙世紀0080年前半。ダリルの戦友だったショーン・ミタデラは、地球のアフリカ大陸の砂漠にてジャンク屋集団「砂鼠」の用心棒として生きていた。やがて、連邦軍崩れの強盗団「砂漠の鷹旅団」との激戦に勝利したショーンらは、「砂漠の鷹旅団」から助けた後に自分たちを助けてくれた連邦軍女性パイロットのモニカを、「砂鼠」へ迎え入れる。
砂漠の掟（外伝第15話 - 第22話）
ガンダムバウンサーを駆る女用心棒ファルコン・モニカとして「砂鼠」から離れて久しいモニカは、絶命寸前の男性から龍骨街のロレンツォ・ファミーリアに奪われた積荷を取り返す依頼を受ける。モニカが向かったそこは砂漠のオアシスにして闇のマーケットであり、オークションに出品されたビッグガンに着目するショーンの姿もあった。乱入したショーンによるビッグガンの誤射やそれによる混乱を経て、モニカは依頼を達成する。

## 登場人物

### 地球連邦軍

#### ムーア同胞団
イオ・フレミング
声 - 中村悠一
地球連邦軍側の主人公。男性。階級は少尉。一人称は「俺」。ムーア首長の息子だが、自身の経歴や肩書きを気にするような素振りは見せず、権威や上官に対しては反抗的な態度を取る。一方で逃れられない責務も自覚しており、MSと戦争を自身が「自由」になれる場所として愛している。
軍の検閲を抜けた海賊放送を任務中でも聴取することが趣味で、戦闘中もモビルスーツ (MS) のコクピット内に小型のラジオとドラムスティックを持ち込んでいる。好きな音楽のジャンルはフリー・ジャズ。コクピット内でもポケットティッシュで鼻をかむなど、鼻炎持ちであることがうかがえる。
連邦への貢献の象徴として首長の息子が戦死することを望まれていたことと、その時点でイオより上位階級であったベテランパイロットが全員戦死していたため、最新鋭機のフルアーマー・ガンダムを与えられると共に、MS隊の指揮官相当の地位となる。
そうした思惑に反してリビング・デッド師団のMSを次々と撃破し、師団もほぼ壊滅に追い込むが、ダリルとの決戦に僅差で敗れ(本人は負けたと思っているが引き分けとも取れる)、ジオン軍セイレーン機動艦隊に大破した機体ごと鹵獲される。師団壊滅の恨みから南極条約違反の暴行を受けるが、ア・バオア・クー戦の最中に同じく捕虜となった仲間を救出して帰還する。なお、暴行で受けた顔の傷には、第2部の時点でも残っているものがある。
ガンダムを鹵獲されたこととタレントとして利用したい姉キャシーの意向から、後方基地への異動が確定していたが、ダリルとの決着を付けるためにキャシーを恫喝して前線に復帰するとモニカの参集に応じ、スパルタンに属する形でサイコ・ザクとダリルを追う。タール島火山基地では試作機に乗るダリルと決着がつきかけるが、ドミトリーやクローディアに妨害され、その過程で心ならずもクローディアを死なせてしまい錯乱状態に陥っている。重度のPTSDと診断され心神喪失状態で収容されるが、イースのNT能力によって回復する。その際に自身に毒を投与して自殺しようとしていたコーネリアスを射殺。本当に大切な人を失う哀しみを知り、リリーと兄妹の契りを結ぶ。
多種多様な武装と高機動なフルアーマーガンダム、試験装備品ばかりのアトラスガンダムを使いこなす、ジム改陸戦型で自由落下中の空中戦をこなすなど、操縦センスは高く、ベテランパイロットのビアンカすら超一流と評する。生身の格闘戦にも優れており、拷問直後に訪れたチャンスを見逃さない精神的なタフさもある。仲間を思う気持ちもあまり表さないが、人並み以上にある。しかし、少年兵らを盾にしたとの誤解や傲岸不遜な言動もあり、ダリルとは対照的に周囲の評価はあまり高くない。自身を戦争ジャンキーと評する一方、クローディアには、普通の母親がお似合いだったのに自分のせいで人生を狂わせてしまったと悔いている。ビアンカの勧めでトラスト部隊やスパルタンの所属を示す刺青を入れた際には、背中に「ムーア同胞団」の団章を入れている。
アニメ版では中破したショーンの機体を盾にしながらダリルに接近するなど、残忍さが強調されている。
クローディア・ペール
声 - 行成とあ
空母ビーハイヴ艦長代理。女性。階級は中佐。ムーア上流階級の出身で、イオやコーネリアスとは幼馴染。コーネリアスからは「クロちゃん」と呼ばれている。
前任者の戦死を受けて部隊指揮官を引き継ぐが、実家が名家であるからなったようなもので、指揮官としての才能も覚悟も足りなかったため、部下たちからは「リーゼントのお飾り艦長」と揶揄されている。自分の命令で部下たちが戦死していくことに耐えられず薬物注射を行っていた。艦隊がサイコ・ザクによって壊滅した際に、損傷した空母ビーハイヴからの退艦指示を出した際、重傷を負ったグラハム副長を抱えて脱出しようとしたところでグラハム副長に腹部を銃撃され、MIAとなるが、当時連邦軍に参戦していた南洋同盟の宇宙艇に収容される。その後、回復して南洋同盟の信徒となる。クローディアが指揮を執るようになって、稚拙だった南洋同盟の戦術は劇的に向上しており、レヴァン・フウの懐刀となっている。
南洋同盟の前線指揮官としてスパルタンに攻撃を仕掛け、イオと再会するも離脱する。リグにて疾病軍人をサイコ・ザクのパイロットに勧誘して回る中、潜伏していたダリルのもとを訪れる。その最中でレヴァン・フウの「端末」であることが明らかとなるが、ビリーの介入によりダリルらに捕えられる。しかし、ダリル小隊の基地でもあったゾックがアトラスガンタムと遭遇して逃走したため、カウフマンのマッド・アングラーに拾われる。そしてクローディアの捕獲をキッカケとして、カウフマンを始めとするジオン残党軍内の南洋衆シンパは蜂起。ダリル達を取り込み、ジオン残党軍を殲滅してタール火山基地へ集結する。
スパルタンとの戦闘では指揮管制室に詰めていたが、突入部隊の襲撃に会い、ドニー・ラウに救出される。そしてドニーと共にザクタンクでダリルを援護するが、アトラスガンダムに撃破され戦死した。その後、南洋宗から分派した「レヴァン教」では聖人の1人として祀られている。
コーネリアス・カカ
声 - 平川大輔
ビーハイヴのメカニック。男性。階級は曹長。イオ、クローディアと同じくムーアの出身。楽天的な性格であるが、人物や状況をよく観察しており、イオやクローディアの相談を受けることも多い。
リビング・デッド師団との決戦終盤、乗り込んだ自分たちを巻き添えに自爆して死のうとするカーラ達を同じ人間同士として真心をもって説得。成功しかけたが、戦友が誘導したビームサーベルにそのジオン少年兵達が焼き殺され、唯一生き残ったカーラは精神崩壊を起こした事で、彼らを命がけの説得で救おうとした事実を台無しにされたショックでコーネリアス自身も心に深い傷を残す。第2部では、スパルタン所属メカニックとして登場。チバに請われてアトラスガンダムのメカニックチームに引き抜かれる。
いつからか南洋宗を信仰しており、レヴァンの指示を受けてスパルタン内でスパイとなっていた。ただ整備に抜かりはなく破壊工作などもしておらず、むしろイオやスパルタンをサイコザクと引き合わせようとしている。タール火山島基地攻撃目前に役目を全うしたと思ってスパルタンから脱走しようとしたが、レヴァン・フウの指示を受けてスパルタン内に留まる。戦闘後、アリシアにスパイだったことが発覚、イオに毒薬を投与して共に死のうとしていたが、イースのNT能力によって事なきを得たイオに射殺された。
グラハム
声 - 咲野俊介
ビーハイヴ副長。男性。妻と娘をムーアとともに亡くしており、ムーアの支配者層であったフレミング親子やクローディアらを「国を滅ぼした無能」として憎悪している。
空母ビーハイヴが損傷した際には自身も重傷を負う。退艦指示を出し自分を救助して脱出しようとしたクローディアを拒否して銃撃。艦内に引っかかって宇宙空間には吸い出されずにMIAとなる。
チバ
ビーハイヴのメカニック。男性。階級は大尉。
第1部ではムーア同胞団艦隊から脱出した兵の指揮を執り、ドライドフィッシュを制圧した。
第2部では、アトラスガンダムの専任メカニックとしてイオと共にスパルタンに合流する。

#### スパルタン関係者
モニカ・ハンフリー
声 - 定岡小百合
連邦軍統合参謀本部第三局次長。初老の女性。階級は大佐。温和で小柄な老貴婦人といった風体だが、大局的な視点と戦力を動かせる権限を持っている。
ア・バオア・クー戦の最中、戦後を見据えてア・バオア・クー内のフラナガン研究所と研究員、およびサイコミュの研究・開発情報の接収を目的とする特務部隊を編成してこれを達成する。
第2部では、南洋同盟がRPDの開発データを入手したことの危険性を看破し、「サンダーボルト作戦」の最高司令官として自らもスパルタンに作戦参謀として搭乗する。
戦前は連邦のNT研究所で研究員を務めており、レヴァンの素質を見出だしてさまざまな実験を行っていた。イオには期待を寄せている反面、なかなか成果を出せないことにいらだちを見せる。また、クローディアが南洋同盟の要と知ってその動揺を誘う駒としてもイオを召喚していたなど、中身は怜悧冷徹。しかし、戦闘後には戦死者を悼んで秘蔵の香を焚いたり、余命の限られたレヴァン・フウを放逐したのは最後の愛だったなど、けして情愛の心がない訳ではないことが語られ、ジオングに搭載されていたカリストを抱きしめ、ダリルの攻撃による爆発から庇って亡くなっている。
ビンセント・パイク
声 - 杉田智和
スパルタン艦長。男性。階級は大佐。左利き。
ア・バオア・クー戦時は、ア・バオア・クー内のフラナガン研究所接収のためにモニカが編成した特務部隊の艦隊指揮官だった。ヘビースモーカーで度々禁煙しているが部下に戦死者が出る度に失敗している。大の肉好き。大学時代はアマチュア・ボクシングの全米大会で銀メダルを獲得しており、現在でも暴れたイオを一撃で失神させるパンチ力をもつ。タール島火山基地の戦闘では基地から打ち上げられたシャトルを撃墜するよう命じるが、サイコ・ザクマーク2に艦橋ごと叩き潰される。その間際、任務達成を厳命して戦死した。
漫画版12巻において、ペカンバル基地のネルソン司令がパイク艦長に対して、「長寿と繁栄を、パイク艦長」と『スタートレック』のバルカン式挨拶をする場面がある。なお、『スタートレック』に登場するエンタープライズ号の2代目艦長はクリストファー・パイクという名前である。
メグ・リーム
声 - 佐藤利奈
スパルタンのオペレーター。女性。階級は曹長。
パイク艦長は彼女の亡父の上官で、姉と結婚したため義兄である。タール島基地の作戦後、追撃部隊司令官として特任大尉となる。
トビー
スパルタンのオペレーター。男性。階級は軍曹。
育ちの良さげな青年。
ビアンカ・カーライル
声 - 古川由利奈
MSパイロット。女性。階級は少尉。スパルタンではガンキャノン・アクア（後に陸戦型に改装）に搭乗する。
若くしてオデッサ作戦、チェンバロ作戦（ソロモン攻略戦）、星一号作戦（ア・バオア・クー攻略戦）などに参加し生き延びてきた歴戦のパイロット。万一自らが戦死した時の識別と亡くした戦友を忘れないため、また現所属部隊の一体感を高めるために、胴部には元からの刺青に加えてこれまで所属した部隊章の刺青が隙間なく彫られている。タール火山基地制圧作戦前にはトラスト部隊のみならず、パイロット全員にスパルタン所属を示す刺青を勧めている。制圧作戦では隔壁によってイオと分断され、オルフェ、デントとは合流するも遭遇したザクタンクの砲撃を受けて機体が大破する。その後イオと合流するも、クローディアを死なせたことで錯乱するイオに代わってアトラスガンダムを操縦し、基地から脱出した。
第三部では、イオに代わりアトラスガンダムのパイロットを務める。サンダーボルト作戦では、入手した核ミサイルの運搬役を任され、迂回してビグ・ザムに迫るが不発に終わり、機体ごと拿捕される。ドミトリーに預けられた自決用の手榴弾で拘束を解くが左腕を失う。ビグ・ザムに潜入したイオと合流し、アトラスガンダムを託した。
連邦軍入隊以前は「少しは名の売れたミュージシャン」であり、ボーカルとキーボード（ピアノ）担当。スパルタンの艦内でジャムセッションも開催している。ジャズ好きということもあり、イオとは気が合う様子。アニメ版では地球への降下は初めてという設定。
マーカス、オルフェ、デント
声 - 花輪英司（マーカス）、滝知史（オルフェ）、田中英樹（デント）
ガンダム・ヘッドに搭乗するベテランMSパイロット。当初、イオとは反発するが、戦争を潜り抜けた者は皆少なくない傷を負っていることも承知しており、後にビアンカともどもアトラスガンダムのバックアップ（予備の武器弾薬を運搬）を行う「トラスト部隊」となる。意地っ張りなイオには遠慮なくツッコミを入れるほか、覚えのある楽器の練習を再開してチームでセッションする提案をしている。
タール島火山基地の戦闘では乗り込んだ揚陸艇が落とされたことでアトラスガンダムと離れてしまうが、3機がかりでアトラスのレールガンを使いビッグガンを破壊した。合流したバークレーのゲターによって1機ずつ基地入り口のある地点まで運ばれ、オルフェとデントはビアンカ、イオと合流したが、順番が最後になったマーカスはダリルのサイコ・ザクに撃破されて戦死した。
オルフェはサンダーボルト作戦で機体を失い、アリシアと共にデントのコア・ポッドに取りついてビーハイブIIに帰還しようとしていたが、ダリルの攻撃で発生したデブリに当たって行方不明となり、作戦後はMIAないしKIA扱いになっている。
デントは3人中唯一生き残り、コンペイトウのMS隊に配属されている。
外伝の「成層圏スプリンターズ」ではセイバーフィッシュのパイロットだった頃の3人が描かれている。
バークレー
声 - 乃村健次
航空部隊のパイロット。階級は中尉。ネルソン司令の補給隊護衛コアファイター隊として登場し、そのままスパルタンに着任した。MS用のSFSである「ゲター」に搭乗するほか、体調を崩してダウンした部下に代わって周辺警戒の哨戒機に乗ったこともある。
サンダーボルト作戦ではコア・ブースターで周辺を紹介していたが、旧ザク（ノーマル機）に乗り換えたフィッシャーたちにコックピットを貫かれて戦死する。
クリード、ソニア
声 - 中井和哉（クリード）、大西沙織（ソニア）
クリードは大尉。ソニアは中尉。ガンタンクのドライバーとガンナーとしてコンビを組む。
クリードは元戦車乗りで経験は豊富。外伝「男と女」によるとバツイチで、元妻は連邦高官と再婚している。サンダーボルト作戦の後は自身にできる形で連邦軍を鍛えるため、戦技教官として教導部隊に移る。
ソニアはクリードを尊敬しており、彼がするならとスパルタンの艦章の刺青を入れた。サンダーボルト作戦では、ダリルからの攻撃で機体から弾き出されて行方不明となったが哨戒中の友軍に拾われて助かる。サイド4で療養の後、復帰してクリードと共に教官となる。
リリー・シェリーナ、イース・シェリーナ
モニカの勤めていたNT研究所でNT能力の人工的強化の唯一の成功例とも言われる双子。「セイレーンの魔女」とも呼ばれている。
リリーが姉、イースが妹。階級は一等准尉。イオ個人にカーラの抹殺を依頼している。
イースが目覚めている間だけ、リリーは透視（千里眼含む）、他者との精神感応が行える。イースは強化の副作用で2時間置きに睡眠と覚醒を繰り返す。イースの能力は、リリーの能力を増幅させるものであるとされている。
イオを殺そうとするコーネリアスを糾弾するが、イオを救うためNT能力によってイオのダメージを肩代わりしたイースが亡くなる。生き残ったリリーは共に支え合う存在としてイオと兄妹の契りを結ぶ。
カリスト
パーフェクト・ジオングのブラックボックス内に隠されていた存在。レヴァン・フウから複製されたクローンの1体で、頭部のみの状態でサイコミュとの接続器替わりに使われていた。リリーを介して存在が明らかとなり、イオから自身の名の由来である木星に因んで「カリスト」と命名される。ジオングを駆る3人目の仲間として協力する。

### ジオン公国軍

#### リビング・デッド師団
ダリル・ローレンツ
声 - 木村良平
ジオン公国軍側の主人公。男性。物語開始時の階級は曹長だったが、のちに軍の命令で右腕を切断され、二階級特進して少尉となる。リビング・デッド師団の中でも突出した射撃能力を有するエーススナイパー。スナイパーであるが機動戦や咄嗟の対応にも優れる。当初からミノフスキー粒子の濃密なデブリ帯において、遥か遠距離の煙幕の中のMSを正確に狙撃するなどの射撃能力から仲間たちからはニュータイプではないかと噂されていたが、実際にニュータイプとして覚醒した後はさらに射撃能力が向上し、初めて操るブラウ・ブロの有線式メガ粒子砲で、マッハ10で飛来するレールガンの弾丸を撃ち落とした。
乗機は狙撃任務のザクIIやザクI、サイコ・ザク、ゲルググ、アッガイ、サイコ・ザク マークII、パーフェクト・ガンダム、ブラウ・ブロ。
サイド3出身だが、商人だった父の仕事の関係で幼少時には地球に居住していた。反ジオン世論の高まりからサイド3に疎開するが、難民としか見なされず、父の病気を治療するためと母・妹の生活を良くするため、家族が市民権を得られるようにジオン軍に入隊する。開戦初期の歩兵戦で両膝より下を失い、以降は義足を付けている。イオと同じく、コクピット内に小型ラジオを持ち込んでいる。好きな音楽ジャンルはポップスのラブソング。幼少期に過ごした地球の自然環境を、今なお深く愛している。だが、ニュータイプ能力に目覚めながらも内実的には主体となる意思を持たない凡人であるとカーラに指摘され、戦後に取った行動は全てサイコ・ザクで得た万能感に酔った結果と看破される。
サンダーボルト宙域での戦闘で、艦内待機中に砲撃に巻き込まれて左腕を失い（アニメ版では左腕を失う経緯が異なっており、イオとの交戦時にコクピットにビーム・サーベルを突き立てられ、その際に左腕切断の重傷を負う）、健常な右腕もRPD実験と艦隊を守るために軍の命令で切断されるが、絶望することなくカーラや同僚たちを励ます。その他にもフィッシャーの苦労を労うなど、穏やかで非常に仲間思いな性格で仲間からも慕われているが、イオからは自身の罪から目をそらしていると指摘される。
ムーア同胞団を奇襲殲滅したのち、イオの乗るフルアーマー・ガンダムと激戦を繰り広げる。その結果、僅差でガンダムを大破させるも、自身もサイコ・ザクを失った。
第2部ではオーストラリアのジオン影響圏に降りる。リビング・デッド師団の生き残りから「艦隊を守るため自ら腕を切り落とした精神と、ガンダムを倒した凄腕を持つ」と厚く慕われている。やがて、RPD奪還部隊の小隊長となってアッガイ部隊を率いることになった際、メカニックたちから、ブレードアンテナを生やし側頭部に「DL（Daryl LorenzとDead Livingのダブルミーニング）」と書かれた頭蓋骨のパーソナルマークと、その上部に「SURVIVOR DL」の文字が入ったエンブレムを贈られる。
後にレヴァン・フウからの“声”を聴き、カーラが例え回復しても再び望まぬサイコ・ザク製造を強いられること、また自分の望みがサイコ・ザクに再び乗ることと認識し、仲間達と共にジオン残党軍に反乱を起こして南洋同盟に帰順。タール火山基地にてサイコ・ザク試作機を与えられ、模擬戦でビリー、セバスチャン、カウフマンを同時に相手して圧倒。そして基地を襲撃してきたイオ・フレミングと再び邂逅する事になる。試作機が限界に達して敗れる寸前になったが、ドミトリーやクローディアの助けでサイコ・ザクMk-IIに乗り換えた。この際、自分を助けようとしたクロ―ディアの死を目の当たりにしたことでニュータイプとして覚醒。単機でスパルタンを撃沈し、シャトル脱出に貢献する。
その後、チャウ・ミンと共に連邦軍の追跡部隊に追われていたところをジオン残党軍を追われたヨハン・ガレ、ペドロ、ジャニスらに救われて合流。ヨハン・ガレと取引をして宇宙へ上がり、クライバーの宇宙要塞でひそかに修復されていたFAガンダムの部品を自身のサイコ・ザクMk-IIに移植してパーフェクト・ガンダムを組み上げる。自分を呼ぶ「謎の歌声」に導かれ、連邦軍に偽装してルナツーに潜入、急襲してブラウ・ブロを奪取。守備隊や駐留艦隊に甚大な損害を与えた後に仲間たちと共に脱出、暗礁宙域に逃れた後、連邦艦隊に追われていたカウフマンたちの窮地を救い、彼らと共にレヴァン・フウの元へ向かう。
マイトレーヤ作戦では、イオの駆るパーフェクト・ジオングと激戦を繰り広げた末に機体が大破、旧ザクに乗り換えるが、サイコ・ザクに馴染み過ぎて操縦勘は衰えており、イオに嘲笑される。生身で対峙したイオと撃ち合うが、胸に下げていたラジオで命を拾う。ビグ・ザムのコックピットでカーラから自身の全てを否定されるが、アトラスガンダムの攻撃によって宇宙に放り出される。
フーバー・アイスラ
声 - 伊東健人
ダリルの上官。階級は少尉。おもな乗機はリック・ドム。「ジオン十字勲章受賞間近」と豪語する手練れのパイロットだったが、ダリルが「プレイボーイ気取りで嫌い」と評するように、かなりの女たらしだったらしく、婚約者がいながら同僚であるカーラと付き合っていた。
ダリルが休息で仮眠中だったことも重なり、優勢な状況に油断した結果、ノーマルスーツで接近してきたイオに射殺され、リック・ドムを鹵獲されてしまう。遺体が艦へ収容される時には、霊安室に運ぶより義手からのデバイスデータ回収を優先され、実験動物のようにあつかわれていた。
アニメ版では「明確な婚約者はおらず、あくまで付き合いたい女性が本国にいることを示唆する」という程度に変更された。また、イオに射殺される場面は「通信機器の不具合をダリルに指摘され、その修正を試みようとした隙に、イオに射殺されたのをダリルが目撃する」という描写に変更されている。
ショーン・ミタデラ
声 - 浜添伸也
ダリルの仲間。階級は曹長。目を覆い隠すほどの長い前髪が特徴的。肩から下の両腕を失っているため、リユース・P・デバイスの開発においては、ダリルが腕を失うまでは上半身の動作試験を担当していた。おもな乗機はザクII→グフ・カスタム（『砂鼠ショーン』）。
イオのフルアーマー・ガンダムとの戦いで死亡したかに見えたが、その後は脱出ポッドで地球へ降下しており、一年戦争終結後の『砂鼠ショーン』では、一年戦争での使用兵器などを回収・転売するジャンク屋集団「砂鼠」の用心棒として生計を立てていることが明らかとなる。第2部には未登場。
『砂漠の掟』では、オークションに出されたビッグガンに大興奮して「欲しい」と執着するが、グフのローンを払い終えたばかりでオークションに参加する資金が無かった。デモンストレーションの体たらくにグフで乱入し、フルパワーでの射撃を披露した結果、モニカの介入によって射線がズレて出品者であるロレンツォ・ファミリーアのダブデをコロニーの残骸で潰してしまう。
フィッシャー・ネス
声 - 森田了介（DECEMBER SKY）／小山剛志（BANDIT FLOWER）
ダリルの仲間。階級は曹長。おもな乗機はリック・ドム。両脚の膝上から先を失っている。
ムーア同胞団のガンキャノン・ジムキャノン部隊との激戦を繰り広げた結果、機体を中破させながらも自機のみで敵部隊をほぼ全滅させ、後方のセイレーン機動艦隊に合流してリビング・デッド師団の苦境を伝える。
第2部でも、ダリルの相棒として随伴し、RPD奪還部隊に加わる。リグで娼館に行った際、スパルタンの襲撃を受けたため知り合った娼婦ビビ・ベンソンと共に脱出。ビビとその息子アレックスを家族として認めて縁を結び、そのまま南洋同盟に合流する。
先行して宇宙に上がっており、MS隊「ベンソン・ファミリー」としてドムに乗り込んで打ち上げられたサイコ・ザクを回収する作業の護衛任務に就く。生身だった両手を義肢に替えたことによる慣熟訓練も兼ねており、ダリル同様にコックピット内で音楽を聴くようになるが、ジャンルが懐メロに歌謡曲と周囲には不評。
マイトレーヤ作戦に参加した際には補給のため母艦に戻り、機体を離れて休憩していたため、カーラの仕掛けた乗っ取りを免れる。旧ザクに乗り換えてダリルを援護したのち、ビク・ザムに乗り込むが死亡する。
レイトン
声 - 岩瀬周平
ダリルの仲間。階級は伍長。ガトルのパイロットであり、リビング・デッド師団旗艦「ドライドフィッシュ」からビッグガン配置場所へのMSパイロットの送迎を担当している。この仕事をする最中はバスの運転手のような言い回しをしており、ダリルはその度に「子供一枚」「料金は学割で頼む」などとジョークを飛ばしていた。
ムーア同胞団との決戦の際には、ダリルの代わりにビッグガンを有線操作してムーア同胞団艦隊を砲撃するが、その直後に同胞団艦隊から反撃の集中砲火を浴びて死亡する。
カーラ・ミッチャム
声 - 大原さやか
女性技官。肩書きは教授。RPDの開発者で、将兵からは「怪物の母」と呼ばれる。父親はジオン大学の教授だったが、現在は反戦運動の思想家として投獄中。父親を思想も含めて敬愛しているが、義肢の研究でジオンに貢献すれば父の死刑回避と恩赦がされると軍に告げられ、不本意ながらも協力している。ギレン・ザビ総帥から直接勲章を授けられるほどの優秀な技術者であるが、戦争に対するささやかな抵抗として勲章を身に付けていない。
軍の命令とはいえ、ダリルの健常な右手を切断したことに罪悪感を抱いている。そのためかダリルと恋仲になる。
ドライドフィッシュを自爆させようとした際にはコーネリアスらの説得を受けて投降に傾くが、その矢先に仲間の少年兵達が眼前でビーハイヴ残存兵のビームサーベルに焼き尽くされるように殺された惨劇に耐えられず、精神的ショックから幼児レベルへの精神退行を起こす。
第2部では治療を兼ねたジオン残党軍の軟禁状態にあった。退行の状況に幾分の改善がみられ、小学生レベルまで回復している旨の所見が医務官より述べられている。これはダリルを父親と思い込むことで得られる精神的安定により、もたらされたものである。ダリル達の反乱時に救出され、レヴァン・フウの手によって元の意識を取り戻す。父がとうの昔に処刑されていたことなどもあって南洋同盟に帰順。サイコ・ザク マークIIの仕上げを行い、そのうちの1機をダリルに託す。回復後は、より過激な処置をパイロットに行うなど、以前の迷いを吹っ切った様子を見せる。その実、現実に引き戻された絶望からビグ・ザムやサイコ・ザクのコントロールを乗っ取り、非戦闘員含めたジオン国民を虐殺しようとする。ダリルと対峙するが、言い争っている間にイオが操るアトラスガンダムの攻撃を受けて生死不明となる。
J・J・セクストン
声 - 土田大
男性技官。カーラの助手としてリビング・デッド師団に同行している。出世欲にまみれた自己中心的な男で、RPDの有効性を軍上層部に知らしめることと、研究データを持ち帰ることを理由に挙げ、ダリルの健常な右腕を切断するよう進言する。アカデミーの手先でカーラの監視役も兼ねていたが、カーラは知っていた上でそのままとしていた。
艦が損傷した際にカーラに全てを見透かされていた事を知り、責任を取って艦に残る彼女を置き去り他兵士を押しのけ、RPDの開発データと共にいち早く脱出した。脱出までの状況をカメラで自撮りしていたのだが、ポッドの中では「俺以外全員死ね！」と喚き散らしている。
その後11日間も脱出ポッドで漂流していたところを南洋同盟の掃海艇に回収され、前述の自撮りで機密をベラベラと説明している撮影データを知られてしまい、同同盟にてひそかにRPDの復活を行っている。宇宙漂流の後遺症で、独り言が止まらなくなり思ったままを話し続けるなど異様なほど多弁となってしまった。この症状に加え元の性格が性格なので非常に顰蹙を買っているが、その能力の貴重さ故に周囲は耐えている。タール火山基地へのスパルタン襲撃に対してはカーラたちと共にシャトルで脱出し、その後も行動を共にする。
バロウズ
声 - 佐々木睦
リビング・デッド師団旗艦「ドライドフィッシュ」艦長。男性。右手は海賊を思わせるフック状の義手となっている。サイコ・ザクの命名者。フルアーマーガンダムとの交戦にて近距離からブリッジを砲撃されて戦死した。
キース・マイヤーズ
声 - 村田太志
ダリルの仲間。階級は曹長。隻眼で左目に眼帯をしている。連邦軍のMS部隊と交戦して数機を撃墜するが、圧倒的な数の差の前には影響せず、集中砲火を浴びて撃破される。
デンバー・ローチ
声 - 河本啓佑
ダリルの仲間。階級は軍曹。アニメ版での階級は曹長。黒いマスクをしている。左足が義足。ムーア同胞団に「ドライドフィッシュ」が占拠された際、降伏を良しとせず船の弾薬庫付近で義足に仕込んでいた爆薬を点火させて自爆。これが「ドライドフィッシュ」の爆沈の要因となった。

#### その他の人物（ジオン公国軍）
クライバー
「セイレーン機動艦隊」の司令。男性。階級は大佐。リビング・デッド師団の苦境を知り、その報忠の精神を称賛し艦隊を率いてサンダーボルト宙域に急行する。サイコ・ザクとの交戦で半壊状態のFAガンダムを鹵獲し、イオ以下ムーア同胞団の生き残りを捕虜とするも、ア・バオア・クー攻防戦において乗艦が撃沈され、自身は部下や鹵獲したFAガンダムと共に脱出する。
第2部では将軍を名乗り、地球でリビング・デッド師団の生き残りも含めたジオン残党軍の指揮をしている。RPDとガンダムのデータをもって連邦への反攻作戦を企てており、南洋同盟に囲われているセクストン技師とRPDのデータを奪還すべく、ダリルたちを地球に降下させる。大戦中に多量の宇宙放射線被曝を受けて余命が長くない事を悟っており、サイコ・ザクの奪還とジオン再興に執念を燃やしている。
この頃は海底拠点であるドロス級を本拠地として活動していたが、後にダリル達が離反した際にドロス級は爆破され、拠点と多数の協力者・戦力を失わされてしまう。残存戦力を率いて逃走兵達を追うものの、ダリルの返り討ちに会い、恩を仇で返される結果となった。
ビリー・ヒッカム
声 - 逢坂良太
ア・バオア・クー攻防戦でサイコミュ高機動試験用ザクに搭乗していたパイロット。男性。階級は少尉。好き嫌いが多く、オニオンが苦手。愛煙家。
第2部ではダリルの同僚として登場。部下であるセバスチャンからはNTとして慕われているが、ア・バオア・クー攻防戦でサイコミュ兵器を扱えておらず、自身は「FAガンダムを倒したダリルこそが真のエースパイロットでありNTである」と言及している。それを見極めるために敢えて苦境のダリルに手を貸さないなどの行動を取るが、その苦境を切り抜けた後は強い信頼を寄せる。それだけにダリルの離反には反発していたが、その礎となる決意をして南洋同盟入りする。タール火山基地での戦闘でセバスチャンと自機を失うが、駆け付けたカウフマンに救出される。宇宙へ上がる過程で同道した難民を乗せたロシナンテ号をサイド6に送り届けるために唯一残されたザニーで連邦軍のタイコンデロガ隊と戦う。寸でのところでロシナンテ号を救出したダリルと合流、改めて彼と共に戦うことを誓う宣言をした。この際には長らく前に垂らしていた顔を隠していた髪を整えて顔を露わにした髪型にしている。マイトレーヤ作戦ではソーラ・レイの閃光を直視してしまい失明。その後は「ビリー・スコット」と名を変えて投資コンサルタントとして活動し大富豪となる。外伝「ひまわり」で想いを交わし合ったジャニスと結婚。自身の領有する島に寄宿学校の体でニュータイプの子供たちを守る場所を作ろうとしている。
アニメ版ではサイコミュ兵器を扱っていたり、敵機を予見するなどニュータイプ能力があるような描写が存在する。
セバスチャン・モース
声 - 上田燿司
ビリーの部下。男性。大戦前は大学で教鞭をとっていた。
ビリーへは部下というよりは従者に近い態度で接しており、ビリーこそがニュータイプであると見ている。
ニュータイプの持つ精神感応を体験させてくれた本物のニュータイプたるレヴァン・フウに陶酔し、ビリーより先に離反し南洋同盟入りを表明することになる。
タール島火山基地の戦闘では、基地に侵入してきたアトラスガンダムをビリーと共に迎撃するが、ビリーの機体を盾にされて撃破され戦死した。
ペトロ・ガルシア
声 - 青山穣
ジオン軍諜報部に所属。階級は軍曹。南洋同盟のサイコ・ザク製造工場を発見するためダリル達に協力する。
ダリルが離反し南洋同盟に向かう際にも同行していたが、スパイするつもりという魂胆を見抜かれてか放逐される。しかし放逐された者たちはジオン残党軍から裏切り者扱いとなり行き場が無くなったため、ジャニスやヨハン・ガレと共にダリル達に合流する。
マイトレーヤ作戦では、後方支援役として活動し生き延びる。戦後は生き残った仲間たちの（不都合な）履歴を消去しながらフリーのエージェントをしている。ガレが買い取ったダリルの義手をビリーたちに届けた。
ヨハン・ガレ
ア・バオア・クー防衛戦では基地内で防衛隊を指揮していたが、敗色が見えると部下たちを見捨てていち早く逃走。そのため戦後は将軍から中佐へ降格させられ、ダリル達RPD奪取部隊の指揮官になっている。
上層部のサイコ・ザク探索が虱潰しなことを利して、自分の仏像などのコレクションを増やすだけのために偽情報を流し、無関係とわかっている寺院を部隊で襲撃。虐殺と略奪を行うなど、ジオン残党軍の腐敗を象徴する人物。リグからフィッシャー達が逃走する際、部隊の拠点としていたゾックをアトラスガンダムと遭遇させられるが、逃げ切った模様。ダリルが離反した際ゾックを占領され、他の兵士共々放逐された、ジオン残党軍からも裏切り者扱いとなり、ダリルと合流した際に自身のかき集めたお宝と共に宇宙に上がる協力をする条件で共同戦線を張る。
このように人格的にはけして褒められる人物ではないが、愛人や副官とは降格・放逐後も共に行動している。降格したと言っても残党軍内部でのことで、旧公国軍でも将官クラスにしか与えられないアクセスキー「ゴールドパス」を所有している。
マイトレーヤ作戦では、後方支援役として活動し生き延びる。戦後は古美術商に転身してかなり稼いでいるようで、海上都市リグの海底から回収されたダリルの義手を損得抜きで買いとった。
グレゴリー・ロマーノフ、フリオ・サワディー
スパルタンに対して軌道上からコムサイによる特攻を命じられるが、アトラスガンダムに撃破される。
ルウムやソロモンで手足を失った傷痍軍人。終戦時の混乱で後方にも送られるタイミングを逸し、残党軍内でも役立たずと持て余されていたところを指名された。体の良い厄介払いであり、作戦中は愚痴をこぼしながらも陽気にしていたが、最後には「クソッタレの上官め!!軍人共はみんな地獄に堕ちろぉ!!」「ジオンも連邦も滅びちまえぇ!!」という本音を吐露していた。

### 南洋同盟
レヴァン・フウ
声 - 井坂瞳
南洋同盟の指導者。僧兵達からは「僧正」と呼ばれ、僧兵が戦死する際には名を叫ぶなど、南洋同盟内でのカリスマ性は高い。
ア・バオア・クー戦前後に連邦軍の依頼を受けて南洋同盟の掃海艇を率い、ジオン、連邦両軍の残骸、遺体の回収と遺体の供養を行っていた中で、J・J・セクストンの乗る脱出ポッドを回収。セクストンが持っていたデータから、リユース・P・デバイスに興味を抱く。
連邦の実験施設にて12歳の頃より15年間に渡り、さまざまな実験の被験体となり特殊な感応能力を引き出された強化人間であり、その際、実験の指揮をとっていたのはモニカであった。実験中に脳にダメージを受けており、余命1年と宣告されている。
喋ることはできないが、「端末」とも言われるニュータイプ感応波を受信できる人にならば、イメージを送り声や映像を見せることができる。これは非常に離れていても機械などを必要ともせず通じるため、南洋同盟の命令系統をダリル達が探索しても判明せず、スパルタン内のスパイも誰か判然としなかった。また様々な人間に感応体験をさせることで、帰順させることに成功している。
1年戦争中に鹵獲したエルメスのビットから得られたサイコミュデバイスの技術を解析して作成したマイクロマシンで脳のダメージを常に修復する事により延命しており、話す事が出来ないのはその機能を維持する為だった。宇宙で作戦指揮を執るため、その機能をRPDで代替してカーラに自身の肉体の維持を任せていたが、マイトレーヤ作戦の最中に自身の能力含めた乗っ取りに遭うが、ソーラ・レイ発射時にカーラの制御を離れた瞬間、最後の力でサイコ・ザクを止めたがカーラに射殺される。
チャウ・ミン
声 - 高橋李依
南洋同盟のMSパイロットである少年。搭乗機はグフ。スパルタンへ突入した僧兵達からは「チャウ・ミン律師」と呼ばれている。
クローディアを「比丘尼様」と呼び慕っており、元戦災孤児でクローディアに拾われたと見られる。スパルタンへの襲撃に加わり撤退。タール火山基地防衛戦にも参加。本隊と合流まではダリルたちと行動し、艇の操縦などを担当。マイトレーヤ作戦ではガルバルディに登場して参加。ソーラ・レイ照射に際しジムの張ったバリュートの影に入り、機体は大破するも生き延びる。ジムのパイロットであったリチャード・シムズに救助され捕虜として拘留される。当初は釈放されるため意図的に模範囚を装っていたが、観察官となったリチャードとの交流を経て数年後に釈放。拘留中に覚えたシャンチー（象棋、東アジア式将棋）の棋士としてタイトルを獲得。戦争孤児だった自分を救ったクローディア、兵士だった自分を救ったリチャードに感謝して新たな人生を歩み始める。
グェン・サップ・ハニガ
タール基地の総代で、小柄な老人。スパルタン襲撃前に、レヴァン・フウへ自分たちに構わないようにと残留することを伝える。
ドニー・ラウ
タール基地の僧兵頭。役職は僧都。元ジオン兵で、アフリカ戦線で戦車長をつとめた。スパルタンとの戦闘ではクローディアと指揮管制室に詰めていたが、突入部隊からクローディアを救出。クローディアと共にザクタンクでダリルを援護するが、アトラスガンダムに撃破され戦死した。
フィリップ・カウフマン
声 - 黒田崇矢
ジオン公国軍残党。階級は少佐。マッド・アングラー級を母艦とするシーホース部隊の隊長。MSパイロットでもありゴッグに搭乗し出撃することもある。
戦時中に連邦軍の空襲で産まれたばかりの我が子を失っており、連邦に強い憎悪を持っている。スパルタンに攻撃をしかけ、ビアンカのガンキャノン・アクアと相討ちとなるが、自身の脱出には成功する。
実はフィリップを始めとするシーホース部隊全員が南洋同盟に帰順していた。クローディア捕獲を機に、帰順したダリル達や他のシンパと共に蜂起。ジオン残党軍を壊滅させてタール火山基地に入る。重要人物を脱出させて味方と合流した後、指揮権を委譲し自らは部下2名と共に火山島基地に戻る。結局、戦いには間に合わずドミトリーやビリーを救助して脱出。補給ポイントにてMSを爆破処理して宇宙に上がる方策を求めて活動を開始する。
難民と共に宇宙へ上がり、難民を受け入れているサイド6へ向かうが、暗礁宙域からサイド6との間を連邦軍にマークされる。ベルガミノ商会から戦力としてかき集めたMSと引き換えに加速用ブースターを購入しギリギリの突入作戦を敢行するも、あわや撃墜される寸前に駆け付けたダリルに救助され、難民をサイド6に下ろして合流した。
マイトレーヤ作戦に参加するも生き残り、南洋同盟に帰還。レヴァン・フウを祀った「レヴァン教」を起こし指導者となる。
ビビ・ベンソン
元ジオン軍人の潜水艇乗り。傷痍軍人であり四肢が全て義手義足。凄腕のハッカーだが両脚が不自由な息子アレックスを持ち、生活費のためにリグで娼婦をしており、フィッシャーと身体を重ねる。スパルタンがリグを攻撃した際に、レヴァン・フウにサイコ・ザクのパイロットの1人として選ばれ、フィッシャーと共に南洋同盟に加わる。
サイコ・ザクパイロット候補と共に先行して宇宙に上がっており、MS隊「ベンソン・ファミリー」としてガルバルディαに乗って打ち上げられたサイコ・ザク回収作業の護衛任務に就く。既に四肢全てが義肢だったため、他のパイロットを教導する隊長職（律師）に就いている。
サイコ・ザク受領後は、サンダーボルト宙域の廃棄コロニーでサイド3攻略のための訓練を重ねていたが、スパルタン隊の襲撃を受け、イオとリリーの操るパーフェクト・ジオングに敗れて戦死した。
ハンク、ボリス、マシュー、エイプリル
水上都市リグにてレヴァン・フウ僧正の呼びかけに応えたサイコ・ザクパイロット候補。フィッシャー達と共にリグから脱走。先行して宇宙に上がり、MS隊「ベンソン・ファミリー」としてサイコ・ザクを回収する作業の護衛任務に就く。もともとは一部のみ義肢であり、腕脚全てを義肢に替えて間もなかったため、ザイコ・ザク受領前は慣熟訓練も兼ねてノーマルシステムのMS（旧ザクとザクII）で実戦訓練していた。
サイコ・ザク受領後は、分散した拠点でサイコ・ザクへの慣熟とサイド3攻略のための訓練を重ねている。ハンクとエイプリルはビビと同じ廃棄コロニーで訓練していたが、スパルタン隊の襲撃を受け、トラスト部隊に陽動されているうちに誘導された廃棄コロニー同士の衝突に巻き込まれ、脱出しようとした所をパーフェクト・ジオングに撃破されて戦死した。
ボリスとマシューはマイトレーヤ作戦に参加。フィッシャーと共に補給のため母艦に戻り、機体を離れて休憩していたため、カーラの仕掛けた乗っ取りを免れる。作戦後は自らのサイコ・ザクを持ち帰り、レヴァン教の幹部となる。
彼らサイコ・ザクパイロットの家族は南洋宗によって保護されており、ビビの息子であるアレックスやハンクの娘といった未成年は学校にも通っている。
キム・ラウ
ビビたちサイコ・ザクパイロットとして選ばれた者たちを迎えに来た南洋宗の僧侶。追撃部隊との戦闘に突入した際には音楽代わりにお経を掛けようとするなど、ズレたところもある。先行して宇宙に上がり、打ち上げられてきたサイコ・ザク回収の指揮を執る。

### アナハイム・エレクトロニクス→タイタンズ
アンディー・ウエリントン
アナハイム・エレクトロニクスの執行役員で「卿」の称号付きで呼ばれている他、「月の支配者」などとも呼ばれている。モニカ参謀と協力してサンダーボルト作戦を計画。アトラスガンダム製造などの支援も行っている。
かつて行われた人類初の木星へのヘリウム3大量採取ミッションのクルーの一人であり、そのコマンダーのオットー・フレミングを技術者として補佐し、信頼しあえた親友であった。その旅により超越的な視野を持つようになり、オットーと共に人類の未来のため、様々な種や産業遺産の保護も含めたテラリウム、将来の地球再生・宇宙進出を託したタイムカプセルとしてもフォン・ブラウン市を構築。また一年戦争を起こし多数の人々を虐殺した人類に絶望しつつも、希望の灯を守るため「人が平伏する巨人の力」として新型MSの開発を推進する。しかし新型MSは実戦投入まで5，6年かかるため、現状ではパーフェクトジオングしか対抗できないと、希望の灯と未来を破壊しようとするダリルへの対応をイオに依頼する。
サンダーボルト作戦に介入し、ミニ・ソーラ・レイにデータ偽装していた量産型ビグ・ザムで攻撃を行ったのち、月を中心とした新国家「タイタンズ」として独立宣言を行う。

### 民間人
DJナオミ
連邦、ジオン、どちらの陣営にも属さない海賊放送局・サンダーボルト放送局（ステーション）のDJ。受信機から流れる声のみで登場。Web外伝にも同様に声のみ登場する。
何度か放送拠点が発覚して軍から攻撃を受けているようだが、へこたれることなく放送を続けている。
キャシー・フレミング
イオの姉で、フレミングインダストリーの社長。
ゼネコンであるフレミング社がコロニー復興景気に乗っていることもあり、やり手の社長という評価を得ている。自殺した父を祭り上げるなど、政治手腕と野心が豊富。イオに家族としての愛情はなく、「ムーアの英雄」と宣伝して政治的に利用しようとするが、イオの恫喝込みの前線配備願いに「戦死時にはイオが保有するフレミング社の株式を譲る」という遺言を条件として提示する。
ランディ・ペール
クローディアの兄。クローディアを悼む様子もないなど、軽薄な性格。また仮病で兵役逃れをしており、イオやキャシーには「玉なし野郎」と呼ばれている。
イオが所有していたフレミング社の株式の一部を譲渡されて、筆頭株主のキャシーに次ぐ大株主になった。キャシーの項の「イオの恫喝」とは、この株式譲渡に加えてさらに残りの保有株を譲られるとランディが筆頭株主となり、フレミング社が乗っ取られることである。
ペール家もサイド4における大企業のひとつだが、娯楽産業が中心だったために一年戦争では物資を削られて営業活動も規制が厳しくなり、打撃を受けていた。それゆえ、フレミング社の経営に参画することは自社の立て直しに非常に重要かつ魅力的な案件である。

### 外伝の登場人物

#### 「砂鼠ショーン」の登場人物
モニカ・エル・ビアンキ
「砂漠の鷹旅団」に撃墜されたGアーマー内のガンダムに搭乗していた、地球連邦軍の女性パイロット。左足は、リビング・デッド師団の面々よりも旧式とうかがえる義足になっている。当初は撃墜時の衝撃によって気絶していたが、「砂鼠」と「砂漠の鷹旅団」の激戦中に目を覚まし、ガンダムでビッグトレーを狙撃して「砂鼠」を助ける。その後は駆け寄ってきたショーンたちに怯えて自決を考えるが、説得に応じて彼らと行動を共にする。
『砂漠の掟』では、「砂鼠」を離れて相棒のトト（後述）を連れた傭兵「ファルコン・モニカ」として登場し（モニカ曰く〈「砂鼠」には〉「関わると碌なことがない」とのこと）、ガンダムバウンサーを駆る。「ロレンツォ・ファミーリア」に襲撃されて壊滅した「ドレイク・ハンターズ」のもとへ現れ、全壊したデザート・ドムのそばで死の間際のパイロットから依頼を受ける。
ブッチ・ファミリーまたはブッチ・ブラザーズ（親分、ボウゴ、ミント）
「砂鼠」のメンバー。ショーンの雇い主である親分をはじめ豪快かつ金や女に目ざとい荒くれ者たちであるが、助けられた恩義を重んじて味方を見捨てない義理堅さも持ち合わせていたため、モニカが説得に応じる理由となった。なお、親分のブッチは8人の妻と32人の子供、ボウゴは3人の妻と7人の子供、ミントは6人の妻と15人の子供をそれぞれ持っており、戦後の地球人口の少なさと男女比の極端な偏りが彼らの台詞からうかがえるようになっている。
『砂漠の掟』ではブッチ・ファミリーを名乗り、ホバートラック「サンドラッド号」で商売を続けている。オークションに出されたビッグガンに価値を見出していないようで執着するショーンに呆れていたが、ロレンツォとの悶着に発展した際には助っ人に飛び込んでいる。
団長
「砂漠の鷹旅団」の団長。連邦軍に所属していながらモニカのGアーマーすら強奪対象と見なして撃墜する卑劣漢であるが、指揮官としての能力は高く、ビッグトレーで「砂鼠」を苦しめる。最後はモニカの陸戦型ガンダムにビッグトレーのブリッジごと撃たれ、死亡する。なお、ビッグトレー内でペットとして飼っていた鷹は攻撃時に脱出し、「砂鼠」に拾われた後、『砂漠の掟』ではトトと呼ばれてモニカの相棒になっている。

#### 「砂漠の掟」の登場人物
「ドレイク・ハンターズ」のパイロット
全壊したデザート・ドムのそばで満身創痍となって倒れていた、小太りの男性パイロット。ファルコン・モニカに、積荷のビッグガンを強奪した「ロレンツォ・ファミーリア」のこと、「砂鼠」の元締めであるイエン老師のこと、そして自分には妻が8人いることを伝え、息絶える。
ボス・ロレンツォ
「ロレンツォ・ファミーリア」のボス。乗馬鞭を持ち、部下のお仕置きに使う。「ドレイク・ハンターズ」の発見したビッグガンを強奪し、龍骨街・闇マーケットのオークションにかけるが、その事実をモニカによって暴露された結果、オークションの売り上げは没収されて「ドレイク・ハンターズ」の遺族へ渡ることになったうえ、ショーンの誤射（原因はモニカによる狙撃）によって自身のダブデは潰される。搭乗機はギャン。
イエン老師
龍骨街の顔役。街のルールを破った者には厳しく当たり、非を認めない者には「アッザム・リーダーの刑」で脅しをかける。

#### 「男と女」の登場人物
アーネスト・ケリー
連邦政府内務省副長官。フレミング・インダストリー幹部でもある。政治家としては宇宙移民によって地球上の人口数が減ったことから、半ば放棄されている都市インフラの整備・更新を掲げている。オデッサの前線基地を現地視察中、ジオンによるゲリラ襲撃を受けて瀕死の重傷を負う。戦後、サイコ・ザクの探索のために設立されたスパルタン隊との繋ぎと監視役としてクリードに配属命令を受けるよう依頼する。
サマンサ
アーネストの妻。アーネストの現地視察に同行する。クリードの元妻で、かつて転職したばかりの彼の不在中に子を死産したことが、離婚につながった。戦線を突破する過程でクリードとのわだかまりも和らいだようだが、戦後に起きたテロに巻き込まれて死亡した。
クリード大尉
ウクライナ南部オデッサ地方連邦軍前線基地配属のベテランの戦車兵。現在はガンタンクのドライバーを務める。サマンサの元夫で、ジオンによるゲリラ襲撃の際に成り行きからアーネスト夫妻を警護しつつ、敵中を突破しなければならなくなる。
傷ついたサマンサを受け止めきれず、ケンカ沙汰による収監を繰り返して離婚した後、逃げるように軍に入隊したことを自ら明かしている。
ソニア中尉
クリードのガンタンクに同乗した砲撃手担当の女性兵。ジオンの砲撃を受けた際には硬直してしまったり、クリードの指示で危機を脱した後には緊張が解けた途端に嘔吐してしまったりと、実戦での経験の浅さを覗かせる。

#### 単発エピソードの登場人物

##### 第1巻
「サンダーボルト放送局」
リチャード・シムズ少尉
連邦軍ジムパイロット。ザクの撃墜に成功したものの乗機の損傷で生命の危機に遭い、瀕死の相手の酸素ボンベを使って生き残るべきかの選択を迫られるが、無線から漏れ聞こえるサンダーボルト放送局のナンバーを聞き思いとどまる。バーンズと共にジオン側に救助されたのち捕虜となる。
本編にも登場し、ソーラ・レイ照射によって機体が大破したチャウ・ミンを救助、捕虜となった彼の保護観察官となり、数年間シャンチーを教えながら向かい合う。チャウ・ミンが釈放となったのちは退官し、子供向けのシャンチー教室を開いている。
バーンズ大尉
ジオン軍ザクパイロット。リチャードに撃墜されて瀕死の重傷を負うが、結果的に彼に助けられる。捕虜となったリチャードに恩を感じ何かと便宜を図ってシャンチーも教えた。
「ラストダンスは君と」
トーマス
ルナツー配属のボール小隊のパイロット。マーガレットという恋人がいる。サンダーボルト放送局のリスナーで受信状態を良くしようと愛機の120ミリ砲にアンテナを着けている。受信状態が乱れたのを気にして持ち場を離れるが、そこで偶然ザクを発見して撃破に成功する。
ピーターソン、パーカー
トーマスと同じボール小隊のパイロットたち。
「Rescue me」
ロバート・ヨウ軍曹
戦時協定に基づき両軍の救助を行っている、ジオン公国軍特別救助隊・救助船ブレーメン号（ガトル）の船長。開戦前は警察官だった。警察官の市民を守るということに誇りを持ち続け、戦争だから殺していいということに馴染めなかったため、特別救助隊に志願した。
ライカ・ホプキンス
ブレーメン号のクルー。18歳。出征前は電気配線職。
アビシニアン・ルディー中尉
ブレーメン号に救助された連邦軍女性通信士官。ウェールズ出身で出征前は理髪師だった。
「落ち武者狩りのジムキャノン」パイロット
戦時協定を無視してジオン軍救助船ばかりを狙う、ジムキャノンのパイロット。自分の行為が被害の拡大阻止に役立つ旨をうそぶき、自己正当化に固執する殺人狂と化している。ブレーメン号についても追い詰めるが、一丸となった面々の奇策によって撃墜された後、狙った救助船に救われて連邦軍MPに連行される。「（ジオンに救助なんてされたら）誇りある連邦軍人ならば、とっくに自決しているはず」と言っていたが、それが自分になると実行しなかった。
「レナードの帰還」
レナード・カミンガム上等兵
ジオン軍兵士。幼い頃に父親を亡くして母親の女手一つで育てられ、進学したデギン大学ではスピードスケートの学生チャンピオンにまで上り詰めた。戦闘中に乗艦の撃沈により宇宙空間に放り出され、漂流していたザク・マシンガンに流れ着く。丁度ジオン艦が通りがかったが航路から外れていたため放置されかかる。そこでザク・マシンガンのトリガーを身体で直に操作して発砲、ロープで接続していたマガジンを空にして射出させ、航路上に出たことで無事に救出される。

##### 第2巻
「盾」
アリシア
声 - 石原夏織
カールの彼女でムーア同胞団学徒兵。搭乗機はジムキャノン。イオ・フレミングのフルアーマーガンダムの文字通り消耗品の盾として、同胞と共に出撃する。激戦の中で被弾するも生還し、本編のア・バオア・クー戦ではガンダムヘッド部隊に編入された。
第2部では曹長。スパルタンのMS部隊に編入され、スナイパーとしてジム改陸戦型に乗っている。イオに対する誤解を持ち続けており、イオがビアンカにスタンドプレーを突っ込まれる姿を見てニヤニヤしていた。タール島火山基地の戦闘では基地入り口のある地点に降下したが、ダリルのサイコ・ザクによって機体が大破するも生き延びる。
第3部では戦死したマーカスに代わって「トラスト部隊」に所属。連邦軍仕様のゲルググに搭乗。
カール
ムーア同胞団学徒兵。搭乗機はジム。アリシアの彼氏で互いの立体画像を記録したリストコムを交換している。激戦中に被弾し、アリシアの目の前で乗機ごと爆散する。第2部ではコーネリアスの私物に残っていた「出撃直前に撮影した画像」がアリシアに譲られている。
「サバイバー」
ドミトリー・ウスチノフ軍曹
声 - 伊原正明
陥落したソロモンから撤退中のムサイ艦所属の旧ザク搭乗パイロット。当時はまだ新人のデッキ作業員だったダリル伍長と共に救助者たちを収容するため、修理中のMSや補給用のパーツを廃棄していたところを、ジムの部隊に強襲される。味方と敵に挟まれる宙域へ流されるという不運も重なり、ダリル搭乗の旧ザクの傍らで当人は何もできなかったが、ダリルが廃棄途中の残弾3発のMS用ライフルでジム4機を撃墜したことにより、難を逃れる。その後リビングデッド師団でメカニックをしており、師団壊滅後もダリルと行動を共にする。戦後はオーストラリアのダリル小隊で、ダリル専任の整備班を纏めており、撃墜王になったダリル少尉の当時の出来事をたびたび自慢げに語っている。
第2部ではダリルの南洋同盟入りに際しても付いて行くことを表明しており、ダリルを息子同然に思っていることを明かした。タール火山基地ではサイコ・ザクの整備やマーク2の組み上げを担当。イオと戦うダリルの許へサイコ・ザクを届け、義肢が使えないダリルを庇って負傷する。
マイトレーヤ作戦では、ビグ・ザムにてメカニックをまとめ、捕虜となったビアンカをビグ・ザムクルーから庇うも、守り切れないかもしれないと自決用の手榴弾を渡した。
「死ぬにはいい日だ」
ジャニス・ハラウェイ
声 - Lynn
セイレーン艦隊の斥候部隊チームβ所属、強行偵察型ザクの女性パイロット。イオのフルアーマーガンダムとダリルのサイコ・ザクの決戦に遭遇する。デブリの多いサンダーボルト宙域でのレーザー通信を成功させて連邦軍MS群の追撃を受けるも、サイコ・ザクが投棄したブースター付きプロペラントタンクを使用し、ケイトと共に戦線離脱に成功する。リアリストであり、戦闘中に音楽を聴いていた2機のMSのパイロットに戦慄する。
第2部ではジオン軍残党に所属しており、階級は曹長。高高度偵察隊としてケイトと共にルッグンで哨戒を行っていた。その後、南洋同盟の洋上の都市・リグに先行で潜入し、ダリル一行を手引きする。ダリルが南洋同盟に走った際には、同調しなかった兵と共に放逐されるが、ジオン軍残党からも裏切り者扱いされる。のち、ペトロと共にダリルと合流する。
マイトレーヤ作戦を生き延び、5巻収録の『ひまわり』で想いを交わし合ったビリーと結婚した。
ケイト・ヨン曹長
声 - 木村珠莉
セイレーン艦隊の斥候部隊チームβ所属、ザク・フリッパーの女性パイロット。フルアーマーガンダムと渡り合うサイコ・ザクの戦いに感動し、ジャニスに艦隊に戦闘の記録を伝えるためのレーザー通信を強行させる。ジャニスと比して思想先行型で無茶を言うことが多い。
第2部ではジャニスと共にルッグンで哨戒を行っていた。その後は諜報部に異動したが、5巻収録の『ひまわり』で他のジオン残党勢力との奪い合いとなった情報を得るカギとなるVIPパスを巡る戦闘で致命傷を負い、ガルシアにパスを託した後、自爆して果てた。
「さよなら月曜日」
この回はキャラクターの描き方が違い、ライトコメディ的な雰囲気になっている。
テッド
ウィリーの父親。レーダー研究者だったが、ミノフスキー粒子 全盛のため、研究は半ば中断している。現在は製造工場から港の補給艦までMSを運搬する作業員として務めていた。温和な性格であり、人が良過ぎるあまり本来なら妻の浮気により慰謝料を請求できる立場にも関わらず財産分与に応じている為、心配した同僚に叱責されるほどである。元々予備役軍人だったため召集令状によってジオン軍宇宙軍に配属される。
ウィリー
テッドの息子。キャサリンに預けられる。「お邪魔虫になる」と、母のもとに行くことや父のデートに同行するのを断るこまっしゃくれたところもあるが、実は甘えん坊。
アーノルド
ウィリーのペットの犬。ナンシーに預けられる。
キャサリン
1年前に離婚したテッドの元妻でウィリーの母親。仕事も出来て稼ぎも良いキャリアウーマンであるが、元来浮気性で本来ならばテッドに慰謝料を請求されるような立場にあるにも関わらず財産分与を請求し、さらに離婚した1年前よりもコロニーの地価が高騰していたため、土地と建物の現在の査定額に合わせて分与額の見直しを要求するなど非常に図々しい性格をしている。すでに次の彼がおり、口では息子を心配するそぶりを見せているが実際にはウィリーへの愛情は薄い。
ナンシー
テッドの同僚で、製造工場の事務員をしている。テッドに好意を抱いており、彼とウィリーを共に食事に誘っている。その後アーノルドと車を預かることとなり、兵役に就くテッドをアーノルドと共に見送った。

##### 第4巻
「戦闘糧食」
ウェンディ
パトロール艦隊「ソードフィッシュ」に所属するサラミス級の調理スタッフ。戦場で死と隣り合わせの兵たちに1日3回の食事を通して生きる意欲を与えようと作る手作りレーションは艦隊でも人気が高い。本作ではいなり寿司弁当を作成し、配布した。
ファレル艦長
サラミス級の艦長。
「The color of memories」
ザクIIパイロット
スナイパー部隊リビングデッド師団所属の左目眼帯のビッグ・ガン装備ザクIIパイロット。防衛エリア814での当直中、同任務に就いていた同僚のマーザとエミリオをジム・スナイパーカスタムによる狙撃でMSごと失うが、サンダーボルト宙域の放電と自分の眼帯のおかげで難を逃れて狙撃に成功し、ジム・スナイパーカスタムを撃破する。
本エピソードはザクIIパイロットのモノローグを中心に進むことから名前は不明であるが、外見は本編のキース・マイヤーズに似ている。また、第17集付録のキャラクターブックにあるキースと関係を持った女性の記載から、このパイロットはキースであることが示唆されている。

##### 第5巻
「成層圏スプリンターズ」
デズモント・ディアス少尉、マーカス・ライト少尉、オルフェ・ジュマ少尉
ナタリア中尉
地球軌道防衛を担うセイバーフィッシュ隊指揮官。元グラビアモデル。
「ひまわり」
ベラ・ファミガ少佐
ジオン残党・キシリア派を率いる女傑。ガルシアとは兵学校の同期生。美術商を隠れ蓑にフォン・ブラウン市に潜入する。
カリーナ・カブル中尉
通称「キシリアの毒針」と呼ばれるMSパイロット。
クリーガー大佐
元ソロモン守備隊。ドズル派の重鎮。
ハインツ・リューマン
デギン派の元公国事務官。火星にまで逃げた残党を支援している。

## 用語
ムーア同胞団
一年戦争最初期に壊滅したサイド4「ムーア」の戦災難民で組織された一団、および「ムーア」難民からの志願兵によって構成される部隊。「ムーア」の再建を悲願とし、連邦軍への貢献度を誇示するため、過酷な「サンダーボルト宙域」奪還作戦に艦隊を派遣する。部隊の作戦立案と物資、兵員の調達は、同胞団上層部によって行われている。
ガンダムタイプのMSを調達できるほどの資金力を持ち、ムーア政権首長の息子であるイオが華々しく戦死して連邦への貢献の象徴となることを期待し、彼をガンダムのパイロットに指名した。
戦力は空母ビーハイヴを中心にマゼラン級が2隻、サラミス級が4隻から5隻。MSはジムやボールを多数有するが、戦果を焦る上層部に応えた稚拙で拙速な戦術を取ることから損耗率が高く、パイロットではイオが最高階級となる。終盤の戦力補充でガンキャノンやジムキャノンも多数加わるが、そのパイロットは学徒動員同然であったり、リビング・デッド師団に艦隊で奇襲しても大した戦果を挙げられないなど、練度にはかなり問題がある。
リビング・デッド師団を壊滅寸前まで追い込むも、サイコ・ザク1機に艦隊は全滅させられる。脱出したランチも空母ドライド・フィッシュに乗り込むしかない状況となり、それも大破して結局はジオン軍のセイレーン師団に回収され、ほとんどが捕虜となる。その後、ア・バオア・クー戦の混乱に乗じた形でイオを筆頭として脱出に成功し、終戦を迎える。
第2部ではフレミング財団が中心となってサイド4のコロニー再建が進められるなか、RPDを奪取しようと「サンダーボルト作戦」を敢行し、かつての同胞団の実戦部隊に所属していた隊員がスパルタン隊として引き続き参加している。また、フレミング財団はイオがスパルタン隊に参加するための専用MS「アトラスガンダム」の開発に資金を援助している。
リビング・デッド師団
ジオン軍のMS部隊。過去の戦闘によって身体の一部が欠損し、義手や義足などによってサイボーグ化された隊員で構成されている。サンダーボルト宙域を防衛しているが、リユース・P・デバイスの開発・実証試験部隊という側面もある。
戦力はパプア級ドライド・フィッシュを中心にムサイ級が数隻だが、MSは数機程度と少ない。しかし、サンダーボルト宙域の残骸の多さを利用した、ビッグ・ガンによる待ち伏せ狙撃戦術で連邦軍の侵攻部隊を撃退し続けていた。それもFAガンダムにより崩され、サイコ・ザクによる乾坤一擲の作戦もムーア同胞団と刺し違える格好となり、ほぼ全滅する。セイレーン師団に回収された残存兵力は、兵員のみで5パーセント程度である。
第2部では、ガンダムを倒した部隊としてジオン残党軍からはダリルと共に英雄視されている。
リユース・P・デバイス（リユース・サイコ・デバイス、RPD）
パイロットの義手や義足などを通し、脳の思考によるMSの操作を可能にした技術。脳が本来の手足を動かそうとする信号を、そのままMSの動作に変換できる。装着している義手や義足の動作もある程度は可能で、データバックアップの機能も有する。
本来、MSの操縦には熟練が必要であるが、この技術ならば文字どおり自分の手足のように、新兵や不慣れな機動でも熟練兵以上に動かせる。ただし、その手足が義手や義足でないと有効にならないため、有効性が立証された暁には多数の兵士の健全な手足が切断されることになると、フィッシャーは危惧していた。
研究施設のあったドライド・フィッシュとRPDを搭載したサイコ・ザクは破壊され、開発者のカーラは精神に重大なダメージを負い、主な開発データと能力は失われる。残っているのは、ダリルの義肢に残されたデータとセクストンが持ち出した開発データだけとなる。
第2部ではセクストンが南洋同盟で復活させるべく開発した強力な戦術兵器として、南洋同盟・連邦軍・ジオン残党軍から重要視されている。その脅威をモニカ参謀は「第二次世界大戦後に連合国が取り合った、ドイツのロケット技術」に例えた。
サンダーボルト宙域
一週間戦争で破壊されたサイド4「ムーア」が存在した宙域。コロニー残骸が密集し、帯電した残骸から頻繁に雷のような放電現象が発生することから、この通称が付いた。
ア・バオア・クーへの補給路でもあり、一年戦争中は連邦軍による攻略が迫る状況下にあるため、双方の軍にとって重要度が増している。
サンダーボルト放送局（サンダーボルト ステーション）
戦争による検閲を逃れ、検閲外の音楽を流す海賊ラジオ局。サンダーボルト宙域の放電現象を利用して放送している。リクエストにも応え、ジャンルを問わず放送している。
ジャイアント・ステップス
作中でイオが聴いていたジャズ曲の1つ、もしくはアルバム名。また、第2部でビアンカがイオに一緒に演奏を約束した楽曲。
複雑に変化するコード進行と、♩=240を超えるハイテンポでの音数の多いサックス・プレイが特徴である。
砂鼠（すなねずみ）
砂漠地帯で活動するジャンク屋の俗称。通常のジャンク屋と同様に放棄されたMSや各種機材から再利用可能な物を回収するだけでなく、機体内部に遺されていた軍需物資（主に日用品だが、酒類やタバコ、アイスクリームなどといった嗜好品も需要が高い）も回収してマーケットに卸したり直接売買している。
獲物の優先権は「早いもの勝ち」というのが不文律だが、時折ルールを無視して獲物を強奪する者も存在する。また、同業者でなくとも強奪目的の盗賊団と遭遇することも多いため、作業員を兼ねた護衛役（連邦・ジオン問わず元軍人が多い）を雇っているほか、自衛目的の武装も行っている。
「砂漠の掟」の各話扉には砂鼠たちが描かれており、用心棒が戦闘を考慮して純正品を中心に改造した機体であるのに対し、作業用の機体は使えるパーツを組み合わせて使用している様子がわかる。
砂漠の鷹旅団
一年戦争終結後、腐敗のあまり地球の砂漠で強盗にまで落ちぶれた連邦軍の一団。ビッグトレーにガンタンク2機という武装の充実ぶりと、友軍兵器すら獲物としか見ていない残虐さのため、砂鼠から恐れられている。ブッチ親分の台詞によると、腐敗した連邦軍上層部とつながりがあり、強盗行為はもみ消され、表沙汰になっていないとのこと。
南洋同盟
公的には自治権を持った連邦の一員であるが、一年戦争終結後、疲弊した連邦からの分離独立を掲げて仏教を国教とした宗教国家の建設を掲げる。中央アジアのブータンを中心として極東から中東およびインド洋に至る広範な地域を傘下に収め、独自にMSを開発する、連邦の最新型量産MSを配備できるほどの豊富な技術力や資金力を有する。
一年戦争中は連邦の一員としてジオン公国軍と戦闘していたが、一年戦争終結でジオン公国が降伏してジオン共和国に移行すると、今度は連邦からの独立を阻む地球連邦軍と戦うことになる。また、一年戦争中は南洋宗としてア・バオア・クー周辺宙域で連邦軍から命じられた戦死者の遺体回収と火葬追悼を行う一方、連邦・ジオン双方の廃棄MSの回収や生存者からの技術供与によって戦力を拡充していた。
広範な国土・制海域に加えて豊富な資金を有するうえ、国民の9割が信者であり、死を恐れない僧兵という強固な体制を誇る。また、一年戦争によって生じた難民を多数受け入れており、その中には疾病軍人も含まれている。
ザニーなどの旧式MSが多く戦術も稚拙だが、ジム改陸戦型フロート装備といった独自開発の新型MSもある。また、MSを配備しているにもかかわらずミノフスキー粒子を散布しないので、電波によるレーダー索敵やミサイル攻撃や長距離攻撃が主たる戦法である。MS配備前の一年戦争初期における地球連邦軍の旧式戦法を踏襲し、ミノフスキー粒子を散布しない環境でのMS運用という宇宙世紀世界の常識を覆す（ミノフスキー粒子を散布して電波を攪乱し、長距離ミサイルや長距離艦砲などを無効化して接近戦に持ち込まなければ、MS本来の接近戦の性能を発揮できないため）戦法を行っている。
リグ
南洋同盟が構築した海上都市。核融合エネルギーの普及によって不要となった石油・ガスなどの洋上プラットフォームを多数連結し、都市としたもの。難民収容施設も兼ねるが、監視などはほぼ無く行動は自由であり、売春を含めた性風俗業すら行われるなど、かなり賑わった街でもある。身体の一部を欠損した旧公国軍の傷痍軍人も南洋同盟の手厚い福祉を目当てに集まっており、こうした者を対象にクローディアはサイコ・ザクのパイロット勧誘をおこなう。このため、ダリルたちはサイコ・ザクの情報を得るために潜入し、スパルタンも臨検を強行する。
スパルタンと交戦状態となるが、十数機のMSと小規模な歩兵しかいないこともあり、圧倒的な戦力差で制圧される。サイコ・ザクのパイロット候補を含む一団は辛うじて脱出に成功し、タール火山基地へ向かう。
龍骨街
とある砂漠に存在するオアシスの闇マーケット街。砂漠へ落下した際、地下水脈を貫いてオアシスを生じさせたスペースコロニーの残骸が、横たわる龍の亡骸に似ていることから名づけられた。砂漠から発掘した連邦・ジオン両陣営のMSをはじめ、ありとあらゆる闇物資が売買されている。中立地帯であり、街中で揉め事はご法度だが、砂鼠としてのルールに従わない者には制裁が行われる。元締はイエン老師。
タイタンズ
地球連邦軍の戦力では南洋同盟を阻止できないと判断したアナハイム・エレクトロニクスが連邦軍との協力を破棄。連邦軍から独立を宣言、連邦軍と南洋同盟に対して宣戦布告し、フォン・ブラウン市を中心として建国した独立国家。

## 登場兵器
本作品に登場するモビルスーツ (MS) に共通する主な特徴として、機体の関節部分や連邦軍機のバックパック、ジオン軍機の動力パイプなどが防塵カバーで覆われていること（シーリング）が挙げられる。これは、スペースシャトルなどに使われているカナダアームの関節部分をイメージしてデザインされたものであるとのこと。また、バックパックなどに弾倉交換用や武装保持用のサブアームが付随していることが多いが、これはもはや人型である必要性を否定する存在であり、本来はミノフスキー粒子散布下での目視による白兵戦用の人型機動兵器であるMSの根幹を揺るがす設定となっている。アニメ版ではこれらのMSは、放電現象が常に発生し、デブリが異常に多いサンダーボルト宙域に対応した仕様となっている。
また、水陸両用MSは原典で四肢の蛇腹状だった部分が、本作では球体関節を組み合わされたものにアレンジされており、外見が原典機と大きく異なっているなど、既存の宇宙世紀ガンダムシリーズと異なる独自設定が多岐にわたる。また、現実の技術進歩の影響も受けてモニター類に直接触れて操作するタッチパネル描写もある。
アニメ版では、原典に寄せる形で一部の機体の設定やデザインなどが変更されている。

### 地球連邦軍の兵器

#### 第1部
FA-78 フルアーマー・ガンダム
イオ・フレミングの乗機。カラーリングは濃い青と白。両腕にシールドを装備し、その裏に2連装ビームライフル（右腕）・ロケットランチャー（左腕）を装備。さらにサブアームには1枚ずつシールドを保持し、計4枚を装備して出撃する。上段左右にミサイルランチャーとビームキャノン、その間に予備のエネルギーパック数基を取り付けた大型バックパックを背負う。
増加装甲部は従来のMSV設定と同様着脱が可能であり、小型ミサイルを内蔵している。。バックパックには、敵狙撃圏を一気に突破し敵MSを撃破すべくブースター兼プロペラントタンクが2基ついており、速力・行動範囲ともに高い。機動性についても高機動型ザクIIベースのサイコ・ザクと同等程度と、従来設定と違いかなり高い。このように攻撃力・攻撃手段・速力などが非常に強力で、イオの腕もあって多数の戦果を挙げる。
なお、右腕の2連装ビームライフルは、漫画版では長大なビームサーベルとしても使用可能であったが、アニメ版ではそのような描写は無くなっている。
第一部最終盤のサンダーボルト宙域では、リビングデッド師団のMSと艦船をほぼ単騎で撃破するが、ダリルのサイコ・ザクとの戦闘で大破し行動不能となり、ジオン軍の援軍に鹵獲される。
第三部で戦後秘かに宇宙要塞で再生されていたことが明らかとなり、機体の装甲等がダリルの地上用サイコ・ザク マークIIから宇宙用パーフェクト・ガンダムへ換装するための流用パーツに使われる。
RGM-79 ジム
コア・ブロック・システムが採用されているが、デザインはRXシリーズのコア・ファイター方式ではなく、近年のプラモデルの設定に準じた脱出ポッド方式であり、脱出時には機体本体に折りたたまれた4基のスラスターで推進する。バックパックに2基のサブアームが取り付けられており、ガンダムと同タイプの盾を持って出撃するほか、メインアームが届かない部分に取り付けられた予備の武器や弾薬を取り出すために用いられる。
RGM-79/GH ガンダム・ヘッド
量産型ガンダム。ア・バオア・クーへの強行突入部隊のMSとして登場。頭部のほかはジムのままで、その頭部もガンダムの特徴であった額のブレードアンテナがない。アニメ版ではジムの発展型であると同時に、ガンダムの名声とジオンへの脅威にあやかったものであるとされる。
第3部では、「トラスト部隊」のオルフェとデントが陸戦型ガンダムに替わって搭乗。フルアーマーガンダムに準じた装備に換装されている。
RB-79 ボール
左右のアームにマシンガンと着地用のソリが装着されている。また、トップの大砲がクレーンに換装された機体も登場する。作中では、帰艦したMSの収容や破損したジムの組み換えなど、作業用としての運用が目立つ。戦闘にも使用されているが、その用途は従来の遠距離砲撃による支援ではなく、艦隊防護などが多く交戦距離もMSと大差ない。
RGC-80 ジム・キャノン
基本的にはジムと同じだが、右側のサブアームの代わりにキャノン砲を装備しているほか、側頭部や各部に追加装甲が取り付けられているうえ、バックパックのブースターが角型になっている。全体的なイメージやカラーリングは、MSVのジム・キャノンを踏襲したものとなっているが、キャノン砲がバックパックに装備されていたり、右肩の切り欠け部がないなどの差異もある。
RX-77 ガンキャノン
デザインは基本的にオリジナルを踏襲しているが、キャノン砲はジムキャノン同様、機体本体ではなくバックパックに装備されている。サブアームはバックパック背面側に1基。頭部には追加装甲が増設されている。原典機同様にコア・ブロック・システムに対応しているが、コアファイターは上記のジムと同型である。
従来設定よりはるかに量産化され、普及しているようであり、ムーア同胞団では新兵が乗っている機体も少数ながら存在する。
RX-75 ガンタンク
腕部が通常のマニピュレーターである、前後に長く全高を抑えたフォルムなど、『機動戦士ガンダムF91』に登場するガンタンクR-44や、『機動戦士ガンダムUC』に登場するロトの戦車形態に近いデザインとなっている。
兵員輸送能力があり、指揮車としても運用されている点もロトと同様。キャノン砲が従来の胴体側の肩ではなく、腕側の肩に装着されているのが特徴的（アニメでは肩に被さるようなデザインに変更）。コックピットは頭部だが、ガンナーとドライバーの2人乗り。
ア・バオア・クー戦では、フラナガン機関接収部隊の指揮機及び工作機として登場。前面に装備したユニットでシャッターを突き破ってこじ開け、完全武装の兵士20名近くを突入させた。
スパルタンにも3機配備されているのが確認されており、砲台としても運用されるのは従来設定と同様。
空母ビーハイヴ
ムーア同胞団の母艦。コロンブス級補給艦を2つ重ねたような形状である。
ただの輸送艦というわけではなく、4基装備した大型メガ粒子連装砲を用いて砲撃戦にも参加し、艦隊旗艦としての役割も持つ。
Gファイター
ア・バオア・クー攻防戦で登場。機体下部には、キャタピラ部分の代わりに大型ミサイル2発が装着されている。
コア・ブースター
ア・バオア・クー攻防戦で登場。アニメ版からの変更点はほぼ無し。少なくとも4機が確認されている。
サラミス級巡洋艦
外伝では船体中央部に回転式の人工重力区画を持つことが描写された。

#### 第2部
RX-78AL アトラスガンダム
第2部におけるイオの乗機。地上戦闘への特化として、胴体や四肢に多重構造の球体関節など、それまでの連邦軍の機体には見られなかった独特の機構を持つ。それゆえ、ジオン軍の技術も導入されていることが、機体を見た連邦軍の軍人たちの台詞から示唆されている。
試作機であるため、武装に関してもデータ収集を兼ねた試作品を用意され、長銃身のレールガンやライフル、シールドを装備する。コクピット内はほぼ完全な全天周囲モニターとなっており、脱出ポッドも兼ねる。これは大きさもあって、ボールに手足頭が付いているような格好である。
機体背面には「サブレッグ」と呼ばれるアームで接続された細長いスラスターを装備し、高空への垂直上昇や短時間の大気圏内飛行を可能としている。シールドは耐熱仕様となっており、モビルアーマーのビームの集中照射にもかなりの時間を耐えられる。シールドとサブレッグを組み合わせることで、水中巡航形態を取ることもできる。レールガンはMSをたやすく一撃で葬れる威力を持つほか、水中では武器としては使用不能な代わり電磁パルスガードを発生させることで、大口径実体弾とメガ粒子砲以外を遮断できる。また、ビームサーベルに偏光モードがあり、ウォータージェットが脚部に内蔵されているなど、水中戦にも適応している。このように、平地、極地、密林、山岳のみならず空中・水中すら標準装備で対応可能と、非常に高い地形汎用性を誇る。
非常に強力ゆえ、単機で突出して目覚ましい戦果を上げるイオの戦術に対しても攻撃力・機動性・汎用性は不足ないが、重力下では機動力を維持する関係上、携行できる武器・弾薬に上限があり、長時間戦闘継続すると弾切れとなってしまう点にイオが強い不満を持っていた。このことが、本機の武器弾薬を積載したトラスト部隊結成の一因ともなった。 また試作機故に、レールガンは数発撃つと照準に異常をきたす、ビームサーベルによる海中浮上システムが低温では正常に動作しないといった問題も発生している。
機体名はギリシア神話の神・アトラスにちなむ。
アニメ版ではシールドにメデューサの矢と呼ばれる武装が追加されている。命中箇所からゲルのような物質が膨張硬化し、MSを機能停止させる威力を持つ。
第3部では、イオがジオングに乗り換えるためビアンカに譲られ、シールドとバックパック、各部にバーニアを追加した宇宙戦仕様に換装されている。
RX-77AQ ガンキャノン・アクア
水中型ガンキャノン。注排水口を機体各所に増設した潜水仕様となっている。水中戦用にニードルガンや魚雷を搭載しているなど、武装に違いが見られるほか、任務毎に仕様変更が可能。カラーリングはガンキャノンを踏襲した赤基調である。アニメ版ではカラーリングが青基調となっているほか、関節の形状や頭部のアンテナの本数など細部が変更されている。
RX-79[G] 陸戦型ガンダム
第2部、および『砂鼠ショーン』に登場。上記のガンダム・ヘッドと同型の額のブレードアンテナがない頭部を持ち、四肢や脚部は若干デザインが異なるが、コックピット収容個所など基本構造はガンダム・ヘッドやジムと同じで、スパルタン隊の主力機として配備されているが、隊員の1人からは「顔だけの偽物が増えた」と皮肉られている。
RX-79[GS] 陸戦型ガンダムS型
アニメ版においては、スパルタンに配備された機体はS型と区分されているが量産機であることに違いはなく、単機ではアトラスガンダム用のレールガンなどはパワー不足で支えられない。
RGM-79C ジム改陸戦型
スパルタンに予備機として配備されていたジム。カラーリングは原典と同じ白と赤。
RAG-79 アクア・ジム
水中用ジム。胴体部にジャケット状の耐圧コートを装着しているほか、背部と脚部にハイドロジェットを搭載するなど、デザインは原典より大きく異なる。背部に搭載される武装はガンキャノン・アクアと共通。
RGM-79[M] 水中型ジム
アニメ版におけるアクア・ジム。漫画版のアクア・ジムの肩部に、原典と酷似したハイドロジェットを搭載するなど、原典と漫画版の折衷的なデザインに変更されている。ジム改陸戦型をベースにした機体という設定だが、頭部は漫画版のアクア・ジムと同様、通常型のジムと同形状。
RB-79[M] 水中型ボール
宇宙用のボールを水中用に改良した機体。底部にフロートを増設している。
コア・ファイター
従来のガンダムタイプMSの脱出ユニットとしてではなく、ミデア輸送団の護衛戦闘機（パラサイト・ファイター）として登場。普段は折りたたまれた状態でミデアの主翼下に左右1機ずつ格納されており、対空戦が必要になり次第、投下・展開して戦闘を行う。スパルタンには迎撃機として数機が配備されており、ペカンバル基地での補給後は20機の収容が確認できる。
ミデア
コアファイターの搭載機能などの違いはあるが、基本形は従来と同様。
コア・ブースター偵察型
大型のレドームを機体の上下に備えている。
ファンファン
従来と基本形は同様だが、丸で形成されていた面が角ばっており、印象はかなり異なる。攻撃ヘリ的な運用をされており、哨戒及び地上・水中へのミサイル攻撃を行う。外伝では前線からの要人輸送にも使われたことから、兵員輸送能力もあることがわかる。
ゲター
ジオンの「ド・ダイ」をモデルに開発されたMS用の航空支援機。可変翼をもつ全翼機としてデザインされている。飛行能力は高いが積載能力は通常機2機が基準で、アトラス用の武器を満載したトラスト部隊の機体は1機ずつしか載せられなかった。アニメ版では登場せず、コルベット・ブースターが代わりとなった。
スパルタン
ペガサス級強襲揚陸艦。変型機能を持ち、突起部を収納した大気圏突入・高速移動形態や砲塔を展開したフォートレスモードへの変型機能、いわゆる前腕部の上にMS収納可能な揚陸艇が左右2隻ずつ計4隻の分離機能を持つ。全体的に六角形を意匠した形状になっている。
ホワイトベースと比較すると、大口径実体弾主砲や2連装メガ粒子砲、艦首ミサイル発射口などが無い反面、中・小口径砲はかなり充実しており、カタパルトも4基確認できる。それぞれの揚陸艇も含めればMSが20機以上のほか、水中型ボールを多数搭載していることがうかがえ、さらにコアファイターやガンペリーなど搭載機もかなり多く充実している。
搭載する揚陸艇は単独での飛行も可能、アニメ版では水上航行を行っている。
艦内設備は充実しており、トレーニングルームやバーもある。作中のコーネリアスの台詞によれば、教会もあって結婚式もできるとのこと。
その武装と艦載機はクローディアの言う「移動要塞」であり、戦力はタール火山基地の3倍。強襲揚陸艦に特化しており、単艦で基地攻略・都市占拠も十分可能な戦力を保持している。

#### 第3部
RX-77-4BG ブルG
ルナツーで試験中の試作MS。パイロットはサム・シェパード中尉。高出力・重武装が売りのフルアーマー仕様。ガンキャノンIIの発展試作機とされていた機体をガンダム顔にしただけだが、次期主力MSの有力候補なのは伊達ではなく、基本性能でパーフェクトガンダム（ガンダムに偽装したサイコ・ザクマーク II）を上回る。最終決戦時にはマグネット・コーティングも施される。
MSN-02 パーフェクト・ジオング
宇宙に上がったスパルタン残存部隊の再編中に完熟訓練が行われていた機体。機体制御をイオ・フレミング、火器管制をリリー・シェリーナが担当。胸部に地球連邦軍のエンブレムが付けられ、脚部に代えて巨大なブースター3基が下半身に装着されているほか、肩部などにもスラスターが増設されている。ダリルとの戦闘中に発覚した機能としてI・フィールドも搭載されているが、この機能はイオやリリーが発動したものではなく戦闘中に突然発動される。コックピットは全天周モニターを備えたタンデム複座仕様に改修されており、パイロットシートはキャノピー状のカバーが装備されている。
RGC-83 ジム・キャノンII
ガンキャノンの発展型。機体自体は原典に則したデザインだが、バックパックはガンキャノンと同型。ルナツーにてブルGの僚機として登場。
MS-14 連邦製ゲルググ
一年戦争後連邦軍が接収した開発データを基に新規製造されたゲルググ。基本的な外観はオリジナルと大差ないが、頭部センサーはモノアイではなく連邦系MSの特徴であるバイザーに覆われている他、腕部も連邦系の直線的なデザインのものに代わっている。
RGM-79GS ジム・コマンド宇宙用
アナハイム・エレクトロニクス社の警備部防空隊の機体が登場。劇中のセリフによれば、噂ではあるが後期生産型はスペック的にはガンダムと同等と言われる。
RGM-79N ジム・カスタム
デザインは他のMSに比べてほとんどアレンジされていないが、関節部はシーリングが施されており、バックパックは4基のスラスター付きアームが伸びたものとなっている。また、シールド裏にワイヤー付きシザース・アンカーを装備した機体もある。サイド6に逃げ込もうとする南洋同盟の船団を撃破するため、ペガサス級「タイコンデロガ」を旗艦とする艦隊から12機が出撃するも、失敗に終わる。
ワイオミング、アーカンソー
ルナツーに配備されている新型巡洋艦。共に艦首に大口径リニアガンを搭載している。
空母ビーハイヴII
元スパルタン隊の新旗艦。先代と同様にコロンブス級を増設した艦体。艦体上のレールを移動するガンダンクの上半身が主砲の代わりを務めている。MS隊用のデッキ2基とジオング用の収容デッキ1基を持つ。
タイコンデロガ
0083に登場するペガサス級強襲揚陸艦アルビオンに似たデザインの戦艦であり、アルビオンではMSの搭載数は6機であるが今作ではイーグルアイ8機、ジム・カスタム12機を搭載しており原典艦よりも多くのMSを搭載できる。

#### 外伝
RGM-79SC ジム・スナイパーカスタムに類似する機体
ジム・スナイパーカスタムの上腕部が防塵カバーで覆われるようなデザインの機体になっている。サンダーボルト宙域を制圧するリビングデッド師団の狙撃部隊撃破に投入される。
RX-79[G]BO ガンダムバウンサー
ファルコン・モニカが使うガンダムタイプのMS。陸戦型ガンダムを素体とした本体に、ホバーマントを装着している。ロングレンジビームライフルや格闘専用の長棍をもつ。長距離移動と武装・物資運搬用にガンタンクのフレームを使用した車両「バウンサー・ビークル」を使っている。この車両はガンダム・バウンサーが座る形で搭乗し、即座に戦闘態勢に移行しやすい状態になっている。
ハロ
連邦系MSに搭載されている探査用小型ドローンとして登場、デザインもほぼそのまま。ジムの頭部に、バルカン砲に代わって搭載されている。複数を有線制御することで、ミノフスキー粒子が濃厚な領域内における艦隊の眼としての機能を果たす。

### ジオン公国軍の兵器

#### 第1部（ジオン）
MS-05 ザクI
小型のバックパックが取り付けられており、1基のサブアームを持つ。足裏には機体固定用の爪が収納されており、戦闘より作業用や脱出艇護衛用として使われている。
MS-06 ザクII
型番はMS-06のみ。装備した大型のバックパックに、2基のサブアームとプロペラントタンクが取り付けられている。第2部では陸戦型も登場しており、バックパックは重力下での運用を考慮して小型のものを装備している。なお、陸戦型のバックパックには小型のサブアームが2基取り付けられている。
MS-06R リユース・P・デバイス装備高機動型ザク
ダリル専用機としてリビング・デッド師団に配備された「リユース・P（サイコ）・デバイス」 (RPD) を搭載した実験機。名称が長いため、バロウズの発案により「サイコ・ザク」と呼称される。本来なら高い操縦技術が必要な機体で、狙撃兵だったダリルが操縦するにはある程度の訓練期間が必要だが、RPDにより訓練期間が短期間か皆無で実戦投入される。
多数の姿勢制御用ブースターが機体各所やプロペラントタンクに取り付けられており、バックパックも通常のザクのものより大型である。2本装備したロケットブースターには、多数の武器が取り付けられている。
性能を完全に引き出すにはパイロットの四肢の義肢化が必要であるため、ダリルは無事な右腕を命令で切断させられる。機体の性能とRPD、ダリルの力量が相まって鬼神の如き戦闘能力をもって単機でムーア同胞団艦隊を壊滅に追い込んだうえ、イオのフルアーマー・ガンダムとの決戦に挑み、ほぼ相打ちに近い形で大破する。ダリルの脱出後、機体は爆散して失われる。
MS-09R リック・ドム
バックパックの形状はザクIIと共通で、肩アーマーはドム・トローペンを髣髴とさせるデザインや配色になっている。また、スラスターが露出しているうえ、首や胸部に動力パイプが追加されたデザインになっている。ザクIと同様のバックパックを装備した機体もア・バオア・クー戦で登場している。その際、スパイクシールドを装備している。
MS-14 ゲルググ
物語初期のニュース映像に登場したのち、リビング・デッド師団の救援に駆け付けた「セイレーン機動艦隊」の所属機として再登場する。スラスターがX字状に展開したバックパックを持ち、肘に装着されているサブアームでシールドを保持する。先述のニュース映像で装備していたビームライフルは原典と同デザインだが、セイレーン機動艦隊の機体はバックパックに増設されたビッグガンと同形状のジェネレーターから有線で結ばれた大型ビームライフルを装備する。
MSN-01 サイコミュ高機動試験用ザク
ア・バオア・クー防衛戦のビリーの乗機。従来のMSVからの差異は少ない。
MA-05 ビグロ
ア・バオア・クー防衛戦で登場。クローアームに小型のビーム砲が備わっている。
MA-04X ザクレロ
ビーム砲とブースター部分がやや大型化している以外、差異は少ない。4機確認できる。
ビッグ・ガン
リビング・デッド師団が運用する長距離狙撃ビーム砲。MSサイズの三脚固定銃座の外見をしている。使用限界が存在する砲身には独自のジェネレーター3基が内蔵されているため、ゲルググ以前のビーム兵器非対応MSでも運用が可能となっている。大出力ゆえに発生する射撃時の反動を抑えるため、MSと同時運用されており乗員はMSごと定期的に交代する。ガトルなどMS以外の機体でも有線接続することで発砲が可能であるが発生する反動を抑えられない。開発時にはフルパワーでの射撃に砲身自体が耐えられないとされていたが、リビング・デッド師団による運用で砲身命数は20発までは保つことが証明されている。
外伝において地球に送られていた物が砂鼠によって発見され、三脚部に自走用のマゼラベースを加える改造がされた物がオークションにかけられている。古いマニュアルに従ったメンテと設定によって全く出力が出ない状態だったが、乱入したショーンがジェネレータのリミッターをすべて解除し、フルパワーによる射撃を披露した。
ガトル
宇宙戦闘機ではなく、兵員輸送や探知機の散布などを行う多目的宇宙艇として登場。
空母ドライドフィッシュ
リビング・デッド師団の母艦。パプア級補給艦改造空母。
ムサイ級軽巡洋艦
近接防御用機銃や艦首下面に前と後向きの砲があったりなど、基本形は従来通りだがムサイ後期生産型に近くなり、盲点だった部分が補充されている。
チベ級重巡洋艦
セイレーン機動艦隊旗艦として登場。側面にアーガマのような開放式カタパルトが設置されており、従来よりはるかにMS展開能力が高くなっている。

#### 第2部（ジオン）
MSM-04 アッガイ
本作では12メートル級の潜入任務用小型MSとして設定されている。
収納式の爪ではなく三本指のマニピュレーターに変更、片腕に2門ずつの機関砲を内蔵、マニピュレーターの間にはビームサーベルを内蔵、頭部にミサイル発射口兼フリージーヤード発射口を内蔵、足裏に膨張式のエア・クッションを内蔵する。エア・クッションを展開し、水上をホバーし、ホバークラフトのように高速移動することもできる。
操縦は1人だが、コクピット下側にはもう1人が同乗できるスペースが存在する。
ダリル機には、リビング・デッド師団生存整備兵らによりパーソナルエンブレムが描かれている。
アニメ版では装備が多数追加され、索敵型や火力型、重火力型、機動型などバリエーションが増えている。
MSM-03 ゴッグ
四肢が細く長いデザインとなっている。胴体は、脚部、腰部、腹部に分かれており、コックピットのある腰部は球状となっている。
足を折りたたむ機構が追加され、水中では折りたたむことで水の抵抗を軽減しているほか、足を折りたたんだ状態でソリのように氷上を高速移動できる。クロー部分はヒートクローが装備され、海氷を容易に切り崩していた。
作中では「カウフマン少佐専用ゴッグ」とされており、これらの装備が作中において標準なのかカスタムなのかは不明。
MSM-07 ズゴック
ゴッグ同様に足を折りたたむ機構が追加されている。
アニメ版ではルナチタニウム製の鎖のような拘束装置も装備している。
MSM-10 ゾック
MSではなくモビル・フォートレス (MF) としての扱い。4本の大型脚部に、それぞれアッガイを1機ずつ収容、内部で整備なども行える。ミサイルなど搭載し火力も豊富で、小型移動基地、大火力砲台、MS母艦の機能を有する。
MAM-07 グラブロ
ジオン残党軍のブル少尉（声 - 松田健一郎）が搭乗する水中用モビルアーマー (MA)。
本作では宇宙用MSビグロと同様に、機首と同軸のメガ粒子砲を装備する。エネルギーチャージの関係上、メガ粒子砲の発射間隔は4分。この稼働情報は連邦軍（アトラスガンダムに乗るイオ）にも知られており、グラブロの標準装備となっていることがうかがえる。その他に垂直発射式のスーパーキャビテーション魚雷を装備するほか、クローアームにも長時間放射し続けられるビーム砲が追加されている。同型機にクライバーと、パイロットとしてケール副官が搭乗した。
MAN-08 エルメス
連邦軍パイロットの回想として登場。
コムサイ
大気圏外からスパルタンに向けて投下される特別攻撃機として登場。緊急出撃してきたアトラスガンダムにすれ違いざま、ビームサーベルで両断されたが、スパルタンの機関部に損傷を与えた。
マッド・アングラー
カウフマン少佐率いるシーホース部隊の母艦（K631潜水艦）。南極大陸周辺の海洋を「狩猟場」として活動している。
潜入していた南洋同盟のリグから脱出してきたダリル小隊のアッガイを救助した。
ユーコン
諜報員回収のため、ダリル小隊を出撃地点まで送り届けた。
ドロス
外形は原典と大差ないが、運用は全く異なり、潜水艦を艦内に格納できるほど巨大な海底基地として登場。
ドップ
戦闘機。ルッグンからの連絡でミデアの編隊を襲撃した。
ルッグン
偵察機。哨戒中、スパルタンに向かうミデアの編隊を発見、ドップ隊に連絡した。
デザインは従来と同様だが、エンジンの形状や配置などに違いがある。

#### 外伝（ジオン）
MS-06E ザク強行偵察型
偵察型ザク。基本デザインは原典に則しているが、バックパックはザクIと同型。大型ライフルの形状をした手持ち式の大型レーザー通信機を装備。
MS-06E-3 ザク・フリッパー
原典同様三つ目の偵察型ザク。バックパックはザクIIやリック・ドムと同型。
YMS-15 ギャン
ボス・ロレンツォの使用するMSとして登場。
サンドラッド号
ブッチ・ファミリーの使うホバートラック。多数のシールドに覆われ、両サイドにギャロップ風の推進エンジン2基を持つ。作戦プランFでは砂煙を巻き上げて視界をふさぎつつ搭載したシールドをバラ撒き、ショーンがそれを利用して戦うという戦法をとる（曰く「FはFIGHTのF」）。
MAX-03 アッザム
龍骨街のイエン老師が使用するMAとして登場。中華風の装飾がされているが、戦艦並みの出力は健在でアッザム・リーダーも使える。
MS-09 ドム・レゾナンス
外伝「男と女」に登場。
現地改修によってドムを強化した機体で、下半身をホバータンクに変更することで機動力が大幅に向上している。
MS-09 ドム・クーゲル
外伝「男と女」に登場。
ドムを現地改修で武装強化した機体で、バックパックにキャノン砲を搭載している。基本性能はノーマルのドムから変化していない。
MS-09 ドム・ヒート
外伝「男と女」に登場。
ドムを現地改修で武装強化した機体で、バックパックに2連装のキャノン砲を搭載している。基本性能はノーマルのドムから変化していない。

### 南洋同盟の兵器

#### 第2部（南洋同盟）
RRf-06 ザニー
連邦軍がMSの開発過程で鹵獲したザクを連邦軍仕様に改造したMS。本作では主に漂流者やMSの回収を行う作業機として登場し、第2部においても南洋同盟では量産されているようで、戦力の一端を担う。ジム系の頭部、腰部、ランドセル以外はザクIIと同様で、マニピュレーターもザクと同型である。
SRf-06 ダーレ
アニメ版における南洋同盟の主力MS。上記ザニーと同一の機体だが、こちらは南洋同盟が独自に開発したという設定になっている。
RGM-79C[G] ジム改陸戦型フロート装備
脚部に水上移動用のホバークラフトを装備したジム。南洋同盟が戦後に独自開発した。
MS-07 グフ
背部にホバークラフトを装着した飛行型MS。長距離移動にはサブフライトシステム (SFS) を用いる。バックパックに兵員輸送能力を持つ。
MS-06M ザク・マリンタイプ
ザクベースの水陸両用MS。原典と異なり相当数が生産されており、ビームサーベルを装備している。南洋同盟の水上都市「リグ」に複数配備されている。
MSM-08 ゾゴック
「リグ」周辺の海中に配備されている水中用MS。デザインは原典に近いがマニピュレーターがザク系と同じであるため、武装はザク・マリンタイプと共通で銃を持っており、原典で特徴的だったパンチを主体とした描写は無い。腕部に魚雷発射管を装備している。
EMS-05 アッグ
タール火山基地防衛隊として登場。上半身は原典通りだが脚部は巨大な水中用ユニットになっている純然たる水中用MSで、大きさやフォルムからザクレロに似た形となっている。
MSM-04N アッグガイ
タール火山基地防衛隊として登場。
MSM-04G ジュアッグ
タール火山基地防衛隊として登場。
MS-06V ザクタンク
タール火山基地に配備されている車両型MS。砲を装備しているほか、下半身の車両部が原典以上に大型でクローラーや各種装備のレイアウトが異なる。コクピットは複座になっている。ドニー・ラウ操縦の機体の車長席にレヴァン・フウ僧正やクローディアが搭乗。
MS-06R サイコ・ザク マークII
タール火山基地にて量産されているサイコ・ザクの後継機。32機が生産され、フレーム状態で宇宙に送られる。
試作1号機（アトラスガンダムとの戦いで撃破）および2号機にはダリルが搭乗し、32機を搭載したシャトル9機の防衛に貢献している。
ド・ダイ
SFS。原典以上に全翼機として描かれている。
ダブデ
南洋同盟所属機が登場。脱出するダリルたちに対して長距離砲撃を行う。
ブローバー
「リグ」に秘匿されていた高速潜航艇。大戦中はこの機種のパイロットをしていたビビ・ベンソンが操縦、流れで同乗したフィッシャーが火器管制を行った。内部は広くキャビン以外にもそこそこスペースがある。
シーランス
「リグ」を脱出する高速艇として登場。

#### 第3部（南洋同盟）
MS-06R  サイコ・ザク マークII
第1部のサイコ・ザクに準じた装備になっている。
パーフェクト・ガンダム
ルナツーに潜入するため、ダリルが搭乗する陸戦仕様のサイコ・ザク マークIIの装甲をガンダムの装甲に差し替え宇宙戦用に性能強化とガンダムに偽装した機体。換装元のガンダムはサンダーボルト宙域でダリルのサイコザクとの戦闘で大破し鹵獲されたイオのフルアーマー・ガンダム。腕以外の装甲を差し替え、スラスターを換装。性能は装甲強度200パーセント増、脚部スラスター反応速度30パーセント増、推力150パーセント増となり、ビーム兵器も使用可能となっている。ガンダムの頭部バルカン砲とビームサーベルを装備する。外観は原典ガンダム配色と同様のトリコロールで、サイコ・ザク　マークIIの腹部、脚部、バックパックの動力パイプは剥き出している。
前述の通り、ルナツーに搬入されるテスト機はどれもこれも「ガンダム顔」のうえに増加装甲で覆われた機体が多かったため、搬入時に本機体を見た連邦兵士からは、ガンダム顔ながらすっきりしたデザインがむしろ好評だった。
MSN-03 ブラウ・ブロ
一年戦争中に開発されたNT兵器。原典では有線制御式だったメガ粒子砲塔だが無線式となっている他、原典では連装型と単装型が2基ずつであった今作では全て連装型となっている。前部にMSと合体するドッキング・アームを装備しており、Iフィールド・ジェネレーターを搭載しているのが大きな相違点となっている。戦後、連邦軍に接収されルナツーに運び込まれたが、サイコミュを稼働させられるパイロットがいないため死蔵されていたものをダリルが強奪した。パーフェクト・ガンダムとドッキングした状態で運用され、強力なメガ粒子砲はルナツーの岩盤を撃ち抜いて脱出したほか、仲間の乗る宇宙船をIフィールドで守りながらオールレンジ攻撃で駐留艦隊にも壊滅的被害を与えてルナツー宙域を離脱。その後、連邦艦隊に追われるカウフマンらの難民船の窮地に駆け付け、タイコンデロガのメガ粒子砲の一斉射撃をIフィールドで無効化、撤退に追い込んだ。
MS-05L ザク・スナイパー
MS-10 ペズン・ドワッジ
MS-17 ガルバルディα
MA-08 ビグ・ザム

### タイタンズの兵器
MA-08 量産型ビグ・ザム（アナハイム製）

### 砂鼠ショーンの登場兵器
Gアーマー
原典で収納時にガンダムの一部が露出していた中央部が本作ではすべて装甲によって覆われたデザインとなっており、外見からは収納しているかが解らないようになっている。砂漠の鷹旅団によってGファイター側のコックピットを狙撃されて墜落した。
RX-79[G] 陸戦型ガンダム
本編に登場する機体と頭部デザインが異なる。ビームライフルを装備。
ビッグトレー
「砂漠の鷹旅団」の母艦。
MS-07B グフ・ショーン・カスタム
バックパックにホバーユニットを装備し、ドムのように地表滑走が可能となったカスタム機。武装やカラーリングはOVA『機動戦士ガンダム 第08MS小隊』に登場するグフカスタムに似ており、ショルダーアーマーのスパイクが取り払われている。本編の宇宙用MSと同じく、関節部分がカバーで覆われている。ヒートロッドは出力を上げる改修がされており、肩パーツ内のコイルで増幅した電流でガンタンクを撃破したが機体がパワー切れになってしまうなど諸刃の剣。

## Web外伝

### サンダーボルト外伝
『機動戦士ガンダム サンダーボルト外伝』
2015年12月15日よりウェブサイト「eBigComic4」でフルカラーWEBコミック『機動戦士ガンダム サンダーボルト外伝』を配信。hobbyJapan誌「サンダーボルトメカニクス」とのコラボとして企画された。
ホビージャパン2014年9月号に掲載された、プロモデラーのWildRiver荒川直人による本編とのコラボレーションジオラマ「円形劇場」に作者が感化され、2ページの短編作品を描いたことが原点となっている。
「砂漠の掟」編は「砂鼠ショーン」の直接の続編にあたる。
| 話数            | サブタイトル                                                                         | 特集モデル                                             | 配信日          |
| --------------- | ------------------------------------------------------------------------------------ | ------------------------------------------------------ | --------------- |
| 第1話           | サンダーボルト放送局                                                                 | RGM-79 ジム （サンダーボルト版）                       | 2015年 12月18日 |
| 第2話           | ラストダンスは君と                                                                   | RB-79 ボール （サンダーボルト版）                      | 2016年 1月8日   |
| 第3話           | Rescue me (1)                                                                        | RGC-80 ジムキャノン （サンダーボルト版）               | 2月12日         |
| 第4話           | Rescue me (2)                                                                        | ガトル （フルスクラッチモデル）                        | 3月11日         |
| 第5話           | Rescue me (3)                                                                        | MS-06 量産型ザク （サンダーボルト版）                  | 4月8日          |
| 第6話           | レナードの帰還                                                                       | ザク・マシンガン                                       | 6月10日         |
| 第7話           | 盾                                                                                   | FA-78 フルアーマーガンダム （サンダーボルト版）        | 7月8日[注 17]   |
| 番外編          | 特別掲載 機動戦士ガンダムサンダーボルト外伝の原点 円形劇場〈隠者の一撃/Hermit Shot〉 | 円形劇場〈隠者の一撃/Hermit Shot〉                     | 8月12日         |
| 第8話           | サバイバー                                                                           | MS-05 ザクI （サンダーボルト版）                       | 10月26日        |
| 第9話           | 死ぬには良い日だ (1)                                                                 | MS-06E ザク強行偵察型 （サンダーボルト版）             | 11月30日        |
| 第10話          | 死ぬには良い日だ (2)                                                                 | MS-06E-3 ザク・フリッパー （サンダーボルト版）         | 12月28日        |
| 第11話          | 死ぬには良い日だ (3)                                                                 | MS-06R 高機動型ザク”サイコ・ザク” （サンダーボルト版） | 2017年 2月10日  |
| 第12話          | さよなら月曜日                                                                       | RX-77-2 ガンキャノン （サンダーボルト版）              | 3月10日         |
| 番外編          | 快進撃!!機動戦士ガンダムサンダーボルト                                               | RX-78AL アトラスガンダム                               | 5月19日         |
| 第13話          | 戦闘糧食（コンバットレーション）                                                     | MS-06 量産型ザク （サンダーボルト版）                  | 7月21日         |
| 第14話          | The color of memories                                                                | ビッグ・ガン （サンダーボルト版）                      | 8月25日         |
| 第15話 （前編） | 砂漠の掟―プロローグ―                                                                 |                                                        | 9月29日         |
| 第15話          | 砂漠の掟 1[注 18]                                                                    | RX-79[G]BO ガンダムバウンサー （サンダーボルト版）     | 2018年 5月25日  |
| 第16話          | 砂漠の掟 2                                                                           |                                                        | 2019年 2月8日   |
| 第17話          | 砂漠の掟 3                                                                           |                                                        | 3月8日          |
| 第18話          | 砂漠の掟 4                                                                           |                                                        | 4月12日         |
| 第19話          | 砂漠の掟 5                                                                           |                                                        | 5月10日         |
| 第20話          | 砂漠の掟 6                                                                           |                                                        | 6月14日         |
| 第21話          | 砂漠の掟 7                                                                           |                                                        | 7月12日         |
| 第22話          | 砂漠の掟 8                                                                           |                                                        | 8月9日          |
| 第23話          | 男と女 1                                                                             |                                                        | 10月11日        |
| 第24話          | 男と女 2                                                                             |                                                        | 11月11日        |
| 第25話          | 男と女 3                                                                             |                                                        | 12月13日        |
| 第26話          | 男と女 4                                                                             |                                                        | 2020年 1月10日  |
| 第27話          | 男と女 5                                                                             |                                                        | 3月13日         |
| 第28話          | 男と女 6                                                                             |                                                        | 4月10日         |
| 第29話          | 成層圏スプリンターズ（1）                                                            |                                                        | 2022年 10月28日 |
| 第30話          | 成層圏スプリンターズ（2）                                                            |                                                        | 11月25日        |
| 第31話          | 成層圏スプリンターズ（3）                                                            |                                                        | 12月23日        |
| 第32話          | ひまわり(1)                                                                          |                                                        | 2024年 2月23日  |
| 第33話          | ひまわり(2)                                                                          |                                                        | 3月29日         |
| 第34話          | ひまわり(3)                                                                          |                                                        | 4月26日         |
| 第35話          | ひまわり(4)                                                                          |                                                        | 5月31日         |

### サンダーボルト外伝 MS STORIES
『機動戦士ガンダム サンダーボルト外伝 MS STORIES』
『eBigComic4』配信の複数のストーリーテラーによるコラボレーション。監修は太田垣康男。作画は石口十、スタジオ・トア。
| 話数   | サブタイトル    | 作者       | 登場MS                          | 配信日        |
| ------ | --------------- | ---------- | ------------------------------- | ------------- |
| 番外編 | MS STORIES (1)  | 竹田裕一郎 | フルアーマーガンダム            | 2017年 6月9日 |
| 番外編 | MS STORIES (2)  | 深見真     | ザクII                          | 6月12日       |
| 番外編 | MS STORIES (3)  | 永川成基   | ジム                            | 6月13日       |
| 番外編 | MS STORIES (4)  | 竹田裕一郎 | リック・ドム                    | 6月14日       |
| 番外編 | MS STORIES (5)  | 深見真     | ガンキャノン                    | 6月15日       |
| 番外編 | MS STORIES (6)  | 永川成基   | ゲルググ                        | 6月16日       |
| 番外編 | MS STORIES (7)  | 竹田裕一郎 | 地上用ザクII                    | 6月19日       |
| 番外編 | MS STORIES (8)  | 深見真     | 水中型ジム                      | 6月20日       |
| 番外編 | MS STORIES (9)  | 永川成基   | 陸戦型ガンダムS型               | 6月21日       |
| 番外編 | MS STORIES (10) | 竹田裕一郎 | ザクII&ビッグ・ガン             | 6月22日       |
| 番外編 | MS STORIES (11) | 深見真     | ジム・キャノン                  | 6月23日       |
| 番外編 | MS STORIES (12) | 永川成基   | ズゴック                        | 6月26日       |
| 番外編 | MS STORIES (13) | 竹田裕一郎 | ガンタンク                      | 6月27日       |
| 番外編 | MS STORIES (14) | 深見真     | ザク強行偵察型 ザク・フリッパー | 6月28日       |
| 番外編 | MS STORIES (15) | 永川成基   | ゾゴック                        | 6月29日       |
| 番外編 | MS STORIES (16) | 竹田裕一郎 | グフカスタム                    | 6月30日       |
| 番外編 | MS STORIES (17) | 深見真     | 旧ザク                          | 7月3日        |

## 書誌情報

### 単行本
- 太田垣康男（漫画）、矢立肇・富野由悠季（原案）『機動戦士ガンダム サンダーボルト』 小学館〈ビッグコミックススペシャル〉、既刊25巻（2025年2月28日現在）
  1. 2012年11月4日発行、ISBN 978-4-09-184810-9
  2. 2013年6月4日発行、ISBN 978-4-09-185307-3
  3. 2014年3月5日発行、ISBN 978-4-09-186080-4
    - 特装版[注 19]　2014年3月5日発行、ISBN 978-4-09-159174-6

  4. 2014年12月3日発行、ISBN 978-4-09-186718-6
  5. 2015年3月4日発行、ISBN 978-4-09-186855-8
    - 限定版[注 20] 2015年3月2日発行、ISBN 978-4-09-941855-7

  6. 2015年11月4日発行、ISBN 978-4-09-187269-2
  7. 2015年12月30日発行、ISBN 978-4-09-187538-9
    - 限定版[注 21]、ISBN 978-4-09-941865-6

  8. 2016年6月29日発行、ISBN 978-4-09-187705-5
  9. 2017年2月4日発行、ISBN 978-4-09-189446-5
    - 限定版[注 22]、ISBN 978-4-09-941885-4

  10. 2017年9月4日発行、ISBN 978-4-09-189634-6
    - 限定版[注 23]、ISBN 978-4-09-941898-4

  11. 2018年3月5日発行、ISBN 978-4-09-189851-7
    - 限定版[注 24]、ISBN 978-4-09-943007-8

  12. 2018年8月4日発行、ISBN 978-4-09-860092-2
  13. 2019年5月1日発行、ISBN 978-4-09-860332-9
  14. 2019年9月4日発行、ISBN 978-4-09-860425-8
  15. 2020年3月4日発行、ISBN 978-4-09-860585-9
  16. 2020年10月5日発行、ISBN 978-4-09-860739-6
    - 限定版[注 25]、ISBN 978-4-09-943073-3

  17. 2021年3月3日発行、ISBN 978-4-09-861007-5
    - 限定版[注 26]、ISBN 978-4-09-943083-2

  18. 2021年10月5日発行、ISBN 978-4-09-861164-5
  19. 2022年3月5日発行、ISBN 978-4-09-861284-0
  20. 2022年10月5日発行、ISBN 978-4-09-861449-3
    - 限定版[注 27]、ISBN 978-4-09-943118-1

  21. 2023年3月5日発行、ISBN 978-4-09-8616213
  22. 2023年9月4日発行、ISBN 978-4-09-862578-9
    - 限定版[注 28]、ISBN 978-4-09-943133-4

  23. 2024年3月5日発行、ISBN 978-4-09-862752-3
  24. 2024年8月4日発行、ISBN 978-4-09-863048-6
    - 限定版[注 29]、ISBN 978-4-09-943153-2

  25. 2025年3月5日発行、ISBN 978-4-09-863373-9
    - 限定版[注 30]、ISBN 978-4-09-943192-1
- 太田垣康男（漫画）、矢立肇・富野由悠季（原案）『機動戦士ガンダム サンダーボルト 外伝』 小学館〈ビッグコミックススペシャル〉、既刊5巻（2024年12月26日現在）
  1. 2016年6月24日発売、ISBN 978-4-09-187799-4
  2. 2017年4月28日発売、ISBN 978-4-09-189556-1
  3. 2019年9月30日発売、ISBN 978-4-09-860437-1
  4. 2020年6月30日発売、ISBN 978-4-09-860673-3
  5. 2024年12月26日発売、ISBN 978-4-09-863142-1

### ムック
- 機動戦士ガンダム サンダーボルト 立体作品集 2013年5月30日発行、ISBN 978-4-79-860607-1

## 商品展開

### ガンプラ
BANDAI SPIRITSから複数の登場兵器がキット化されている。
詳細はガンプラの一覧#機動戦士ガンダム サンダーボルトやマスターグレード#商品一覧を参照。

### 食玩
バンダイから「FW GUNDAM CONVERGE」シリーズのなかで以下の機体が商品化されている。
- FW GUNDAM CONVERGE EX13 フルアーマーガンダム

### ガシャポン
バンダイから「ガシャポン戦士DASH」シリーズのなかで以下の機体が商品化されている。
- ガシャポン戦士DASHプレミア04 フルアーマーガンダム&サイコ・ザク

## アニメ
| 企画                               | サンライズ                                                                  |
| 原作                               | 矢立肇、富野由悠季                                                          |
| 漫画原作・デザイン                 | 太田垣康男、スタジオ・トア                                                  |
| 監督・脚本                         | 松尾衡                                                                      |
| アニメーションキャラクターデザイン | 高谷浩利                                                                    |
| モビルスーツ原案                   | 大河原邦男                                                                  |
| アニメーションメカニカルデザイン   | 仲盛文、中谷誠一、カトキハジメ                                              |
| 美術監督・美術ボード・美術設定     | 中村豪希                                                                    |
| デザインワークス                   | 岡田有章、宮本崇、玄馬宣彦、津野田勝敏 片山学、工藤友靖、常木志伸、石本剛啓 |
| 色彩設計                           | すずきたかこ                                                                |
| CGディレクター                     | 藤江智洋                                                                    |
| モニターデザイン                   | 青木隆                                                                      |
| 撮影監督                           | 脇顯太朗                                                                    |
| 編集                               | 今井大介（ジェイ・フィルム）                                                |
| 音楽                               | 菊地成孔                                                                    |
| 音楽プロデューサー                 | 山田智子、藤吉博士（第2シーズン）                                           |
| 音響監督                           | 木村絵理子                                                                  |
| 音響効果                           | 西村睦弘                                                                    |
| エグゼクティブプロデューサー       | 佐々木新                                                                    |
| チーフプロデューサー               | 上山公一                                                                    |
| プロデューサー                     | 小形尚弘、菊川裕之                                                          |
| 製作                               | サンライズ                                                                  |

原作の第1部に当たる第1シーズンが2015年から2016年にかけて全4話構成で制作され、2017年に続編となる第2シーズンが全4話で公開された。
プロデューサーを務めたサンライズの小形尚弘によれば、本作は宇宙世紀の本伝ではなく、パラレルに位置づけられている。また、劇場アニメ『機動戦士ガンダムNT』上映時に発行された書籍『ガンダム宇宙世紀メモリアル』では、アニメ版『機動戦士ガンダム THE ORIGIN』とともに "Another U.C." に分類されている。
音声収録はプレスコ形式で制作されている。また、ガンダムシリーズのアニメとしては初めて4K視聴を想定した画質で制作されている。
2015年11月23日にはベルサール秋葉原で第1話限定試写イベントが開催され、上映後には原作者の太田垣康男、監督の松尾衡、サンライズプロデューサーの小形尚弘、シークレットゲストとしてイオ・フレミング役の中村悠一、ダリル・ローレンツ役の木村良平が登壇した。
2016年6月25日には、配信された第1シーズン全4話に新規シーンを追加したディレクターズカット版『機動戦士ガンダム サンダーボルト DECEMBER SKY』（以下『DECEMBER SKY』）の全国劇場上映と映像配信が2週間限定で行われた。興行収入は7100万円。
2016年4月29日には、ガンダムフロント東京の壁面映像演出・WALL-Gで『機動戦士ガンダム サンダーボルト A session in the sector of Thunderbolt』が上映された。新作ミュージッククリップで、新作音楽は菊地成孔が手掛ける。
2016年6月15日には、オリジナル・サウンドトラックアルバム『「機動戦士ガンダム サンダーボルト」オリジナル・サウンドトラック』が発売された。
2017年11月18日には、第2シーズン全4話を再編集し新作カットなどを追加した『機動戦士ガンダム サンダーボルト BANDIT FLOWER』が『機動戦士ガンダム Twilight AXIS 赤き残影』との二本立てで全国15館にて2週間限定でイベント上映された。興行収入は8300万円（見込み）。
キャッチコピーは「ふたりは、殺し合う宿命…」（第1シーズン）、「ニュータイプを撃て―――」（BANDIT FLOWER）。

### 視聴媒体・形態
本作はガンダムシリーズとしては初めてネット配信（有料）形式を基本的な公開媒体としており、通常のオンデマンド・期間限定配信のほか、セル型配信サービス「Electronic Sell Through」でも配信されている。（一度権利を購入すると、期間を限定せずに随時視聴が可能となる）この「配信版」については今のところディスク媒体のセルソフトがリリースされていない。
なお、特別版二作品についてはセルディスクがリリースされている。
『DECEMBER SKY』は同年7月29日にDVDとBDが発売。同年12月22日にはUHD-BDが発売。UHD-BDではテレビやプレイヤーなど4K視聴環境を整えれば、当初から想定して制作された本作の4K画質を家庭でも視聴できる。このほか、UHD BDの映像では「輝度のHD版」というべき「HDR」化も成されており、BD以上の高い輝度映像になっている（4K同様、対応機器が必要）。
『BANDIT FLOWER』のBD/DVDは2017年12月8日に一般販売。同日UHD-BDがBDと2in1パックになった版も発売された。

### 主題歌

#### テーマ曲
「サンダーボルト・メインテーマ用」 (Instrumental) （第1シーズン）
作曲 - 菊地成孔
「RONALD REAGAN OTHER SIDE」(Instrumental)（劇場版「DECEMBER SKY」）
作曲 - 菊地成孔 / 演奏 - dCprG

#### エンディングテーマ
「白い部屋」（第1話）
作曲 - 菊地成孔 / 歌 - ギラ・ジルカ
「女の子に戻るとき」（第2話）
作曲 - 菊地成孔 / 歌 - 坂本愛江
「あなたのお相手」（第3話）
作曲 - 菊地成孔 / 歌 - I.C.I aka 市川愛
「サンダーボルト・メインテーマ用」(Instrumental)（第4話）
作曲 - 菊地成孔
「RONALD REAGAN OTHER SIDE」(Instrumental)（劇場版「DECEMBER SKY」）
作曲 - 菊地成孔 / 演奏 - dCprG
「Acrobatic Fight-1」(Instrumental)（第5話）
作曲 - 菊地成孔
「骨砕けても」（第6話）
作曲 - 菊地成孔 / 歌 - 辻村泰彦
「串本節」（第7話）
和歌山県民謡 編曲 - 内藤法美 / 歌 - 小田朋美
「色悪」（第8話、劇場版「BANDIT FLOWER」）
作曲 - 菊地成孔 / 歌 - 吉田沙良、市川愛、坂本愛江

#### 挿入歌
「あなたのお相手」（第1話、第3話、劇場版「DECEMBER SKY」）
作曲 - 菊地成孔 / 歌 - I.C.I aka 市川愛
「白い部屋」（第1話、第3話、劇場版「DECEMBER SKY」）
作曲 - 菊地成孔 / 歌 - ギラ・ジルカ
「あたしのカントリー・ソング」（第2話、劇場版「DECEMBER SKY」）
作曲 - 菊地成孔 / 歌 - 坂本愛江
「女の子に戻るとき」（第2話、第4話、劇場版「DECEMBER SKY」）
作曲 - 菊地成孔 / 歌 - 坂本愛江
「ただ泣くだけ」（第2話、第4話、劇場版「DECEMBER SKY」）
作曲 - 菊地成孔 / 歌 - 中沢ノブヨシ
「年寄りになれば」（第2話、劇場版「DECEMBER SKY」）
作曲 - 菊地成孔 / 歌 - 矢幅歩
「神よ、平和を与えたまえ」(歌劇『運命の力』より)（第2話、劇場版「DECEMBER SKY」）
作曲 - ジュゼッペ・ヴェルディ / 演奏 - ミリアム・ガウチ（ソプラノ）、ベルギー放送フィルハーモニー管弦楽団、アレクサンダー・ラハバリ（指揮）
「月のカクテル」(第3話、劇場版「DECEMBER SKY」)
作曲 - 菊地成孔 / 歌 - 菊地成孔
「ただ二人だけ」（第3話、劇場版「DECEMBER SKY」）
作曲 - 菊地成孔 / 歌 - 中沢ノブヨシ
「イエスのガール」（第3話、劇場版「DECEMBER SKY」）
作曲 - 菊地成孔 / 歌 - ギラ・ジルカ
「恋は誰もいない」（第5話）
作曲 - 菊地成孔 / 歌 - 坂本愛江
「可愛いあたし」（第7話）
作曲 - 菊地成孔 / 歌 - 市川愛
「戦争」（第8話）
作曲 - 菊地成孔 / 歌 - 吉田沙良

### 各話リスト
| 話数        | コンテ                     | 演出                     | キャラクター                 | キャラクター | メカ                                     | メカ        | 配信日           | 配信日           |             |             |             |
| 話数        | コンテ                     | 演出                     | 作画監督                     | 総作画監督   | 作画監督                                 | 総作画監督  | 先行             | 通常             |             |             |             |
| 第1シーズン | 第1シーズン                | 第1シーズン              | 第1シーズン                  | 第1シーズン  | 第1シーズン                              | 第1シーズン | 第1シーズン      | 第1シーズン      | 第1シーズン | 第1シーズン | 第1シーズン |
| ----------- | -------------------------- | ------------------------ | ---------------------------- | ------------ | ---------------------------------------- | ----------- | ---------------- | ---------------- | ----------- | ----------- | ----------- |
| 第1話       | 松尾衡                     | 松尾衡                   | 高谷浩利                     | -            | 中谷誠一 仲盛文                          | -           | 2015年 12月11日  | 2015年 12月25日  |             |             |             |
| 第2話       | 寺岡厳                     | 吉沢俊一                 | 玉川真吾                     | 高谷浩利     | 片山学                                   | 仲盛文      | 2016年 1月29日   | 2016年 2月12日   |             |             |             |
| 第3話       | カトキハジメ               | 綿田慎也                 | 田頭真理恵                   | 高谷浩利     | 伊藤一樹 小松英司                        | 仲盛文      | 3月4日           | 3月18日          |             |             |             |
| 第4話       | 松尾衡                     | 松尾衡                   | 高谷浩利                     | -            | 中谷誠一 仲盛文                          | -           | 4月8日           | 4月22日          |             |             |             |
| 劇場版      | 松尾衡 寺岡厳 カトキハジメ | 松尾衡 吉沢俊一 綿田慎也 | 高谷浩利 玉川真吾 田頭真理恵 | 高谷浩利     | 仲盛文 中谷誠一 片山学 伊藤一樹 小松英司 | 仲盛文      | 6月25日 劇場公開 | 6月25日 劇場公開 |             |             |             |
| 第2シーズン |                            |                          |                              |              |                                          |             |                  |                  |             |             |             |
| 第5話       | 松尾衡                     | 松尾衡                   | 高谷浩利                     | -            | 仲盛文 中谷誠一                          | -           | 2017年 3月24日   | 2017年 3月24日   |             |             |             |
| 第6話       | 松尾衡                     | 松尾衡                   | 田頭真理恵 高谷浩利          | -            | 小松英司 鈴木竜也                        | -           | 4月28日          | 4月28日          |             |             |             |
| 第7話       | 松尾衡 玄馬宣彦            | 吉沢俊一                 | 渡部貴喜 高谷浩利            | -            | 片山学 伊藤一樹 仲盛文                   | -           | 5月31日          | 5月31日          |             |             |             |
| 第8話       | 松尾衡 玄馬宣彦            | 松尾衡                   | 高谷浩利 菱沼義仁 松川哲也   | -            | 中谷誠一 鈴木竜也 小松英司 仲盛文        | -           | 7月14日          | 7月14日          |             |             |             |

### TVエディション
2023年、MBSテレビ/TBSテレビ系の全国同時ネット放送枠「日5」（17:00 - 17:30）にて、2月12日・19日・26日の3週連続で本作の第1作目ディレクターズカット版 『DECEMBER SKY』 をベースとして全3話に分割編集した「TVエディション」を放送する。同枠にて放送していた当時のガンダム最新作『機動戦士ガンダム 水星の魔女』が分割2クール放送となったことに伴い、第1クールと第2クールの間（同年1月-3月）にかけて宇宙世紀系のガンダムOVA・映画3作品を放送することになった内の1作となる。
| 話数  | サブタイトル | 放送日         |
| ----- | ------------ | -------------- |
| 第1話 | 雷           | 2023年 2月12日 |
| 第2話 | 水           | 2月19日        |
| 第3話 | 花           | 2月26日        |